# GASAG
Die GASAG AG ist ein Berliner Energieversorgungsunternehmen und einer der größten regionalen Energieversorger in Berlin. Mit ihren Tochterunternehmen beliefert die GASAG rund 800.000 Haushalts- und Gewerbekunden mit Erdgas, Bioerdgas und Ökostrom; außerdem ist sie Netzbetreiber und Produzent von erneuerbaren Energien sowie Energiedienstleister.
Die Geschichte der GASAG beginnt 1847, als die ersten beiden städtischen Gaswerke in Berlin begannen, Stadtgas zu produzieren. Die derzeitige Struktur der GASAG-Gruppe ist das Resultat einer mehrstufigen Privatisierung seit der deutschen Wiedervereinigung und der Umwandlung in einen Konzern mit Gründungen von verschiedenen Tochtergesellschaften sowie Beteiligungen an weiteren Energieversorgungs- und Dienstleistungsunternehmen. Die Gruppe beschäftigte im Jahr 2023 über 1689 Mitarbeiter und erzielte einen Umsatz von rund 2,277 Milliarden Euro.

## Geschichte

### Vorgeschichte: Die erste Gaserleuchtungs-Anstalt (1825–1844)

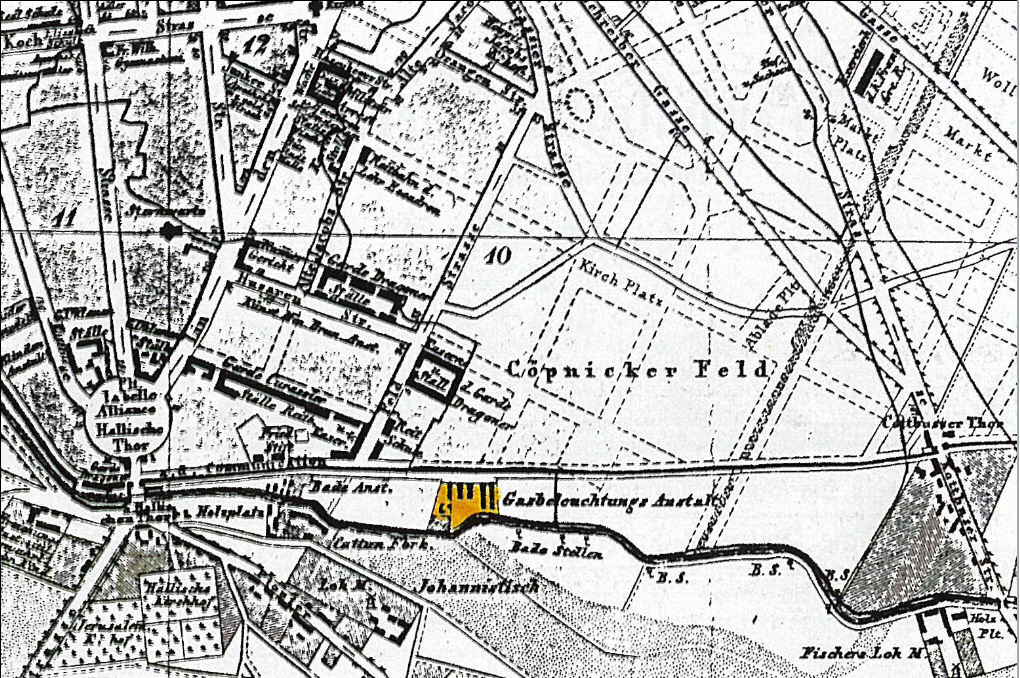
Lageplan der ersten englischen Gasbeleuchtungsanstalt, 1826

Die in London gegründete Imperial Continental Gas Association (ICGA) hatte es sich zur Aufgabe gemacht, in den größeren Städten Kontinentaleuropas eine Gasversorgung aufzubauen. Am 25. April 1825 schloss sie für 31.000 Thaler im Jahr einen Vertrag mit dem Preußischen Ministerium des Innern und der Polizei über die Gasbeleuchtung der Straßen. Am 21. September 1826 meldete die Vossische Zeitung das Brennen der Gaslaternen auf dem Boulevard Unter den Linden bis zur Schloßbrücke. Zwischen der Stadt und der ICGA kam es nach einem weiteren Ausbau des Gasnetzes zum jahrelangen Streit. In der Folge erhielt die Stadt am 25. August 1844 per königlicher Kabinettsorder die Genehmigung, ab dem 1. Januar 1847 die öffentliche Beleuchtung zu übernehmen.

### Die Stadt errichtet eigene Gaswerke (1844–1914)

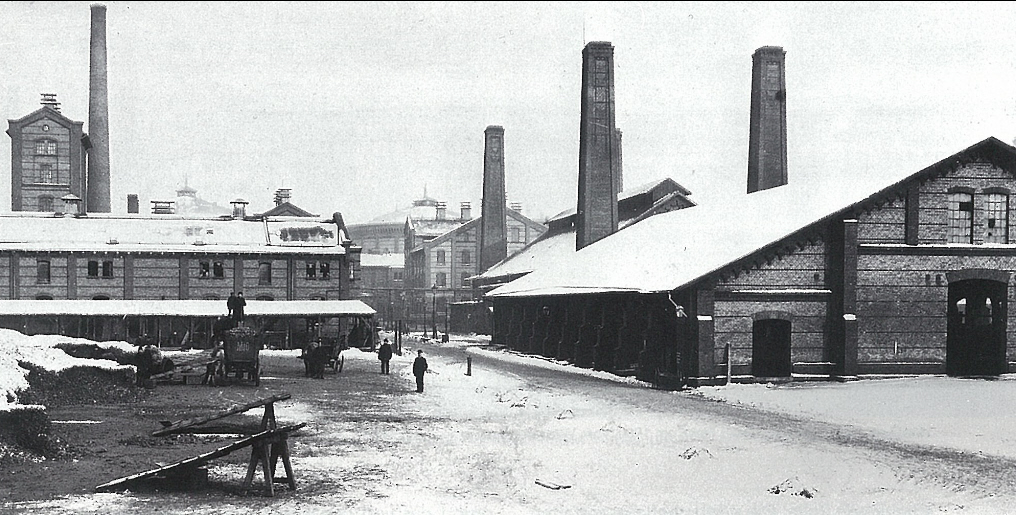
Gasanstalt III Müllerstraße, um 1897

Rudolf Sigismund Blochmann wurde 1842 mit der Planung zur Gaslieferung an zirka 25.000 Abnahmestellen beauftragt. Am 1. Juli 1845 war der Baubeginn der beiden ersten städtischen Gaserleuchtungsanstalten. Im nordöstlichen Teil entstand unter der Bauleitung des Sohnes Georg Moritz Sigismund Blochmann die I. Städtische Gasanstalt südlich der Schillingbrücke zwischen Stralauer Platz und der Spree sowie im Südwesten die II. Städtische Gasanstalt (Gaswerk Hellweg) östlich der Prinzenstraße (heute: Böcklerpark) zwischen der Gitschiner Straße und dem damals im Ausbau befindlichen Landwehrkanal. Am 1. Januar 1847 begannen beide Gaswerke mit dem Betrieb.

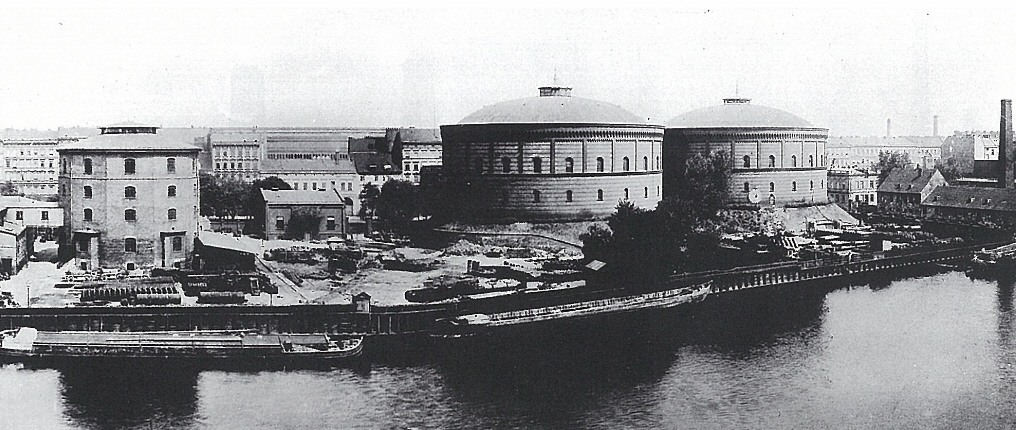
I. Städtische Gasanstalt am Stralauer Platz, um 1900

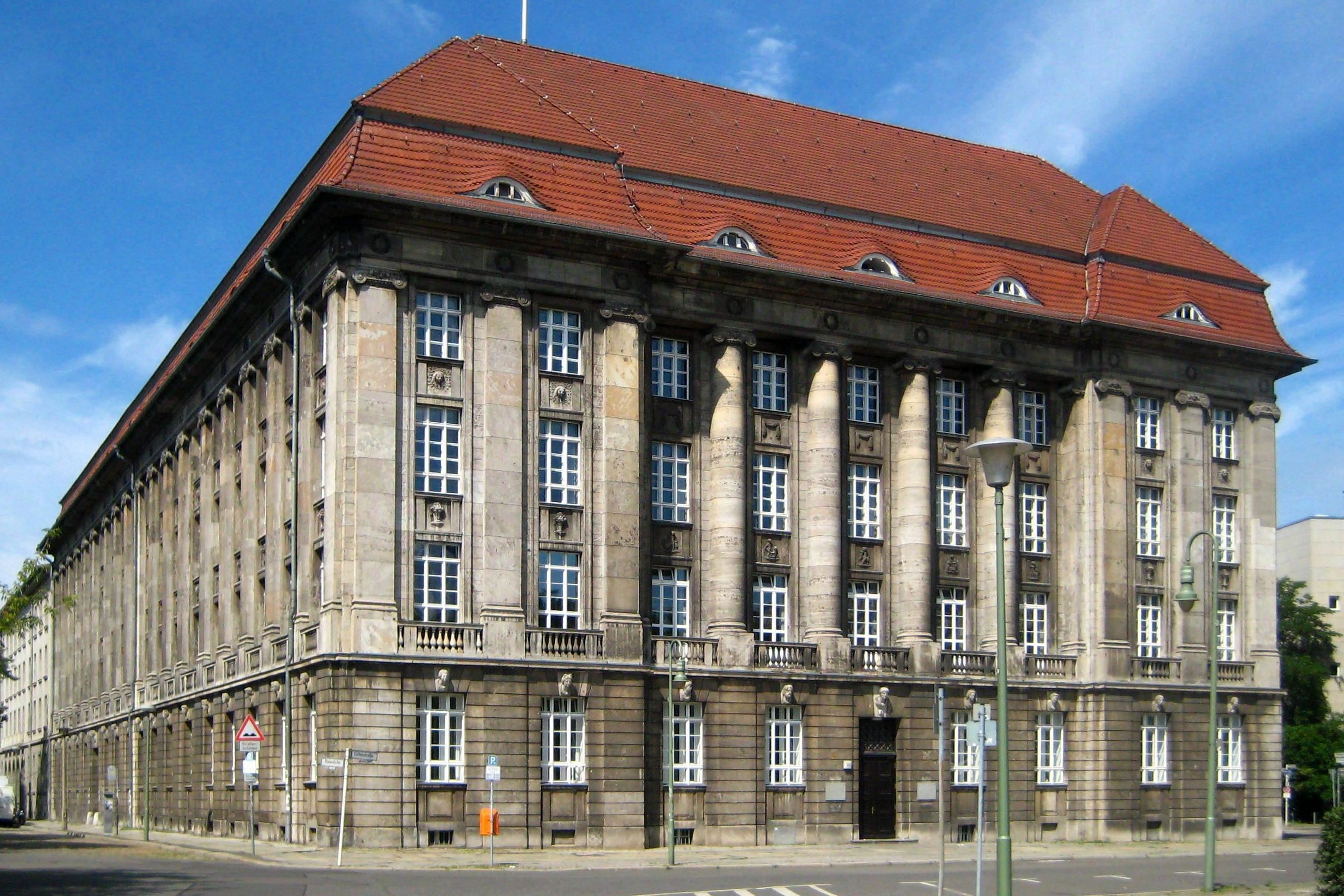
GASAG-Geschäftshaus, das ehemalige Verwaltungsgebäude in der Littenstraße

Bedingt durch einen Preiswettbewerb mit der ICGA, die zunehmende Verbreitung von Gasherden und die wachsende Bevölkerung stieg die Zahl der Gasanschlüsse schnell an. Die Gasanstalten versorgten Ende 1847 3.350 öffentliche Gasflammen, 2.164 königliche Gasflammen und 15.114 Privatflammen. Die Gasproduktion stieg von rund fünf Millionen Kubikmeter im Jahr 1850 auf 149 Millionen m³ im Jahr 1890 an. Vier Gaswerke versorgten 1890 insgesamt 27.900 öffentliche Leuchten und 1,5 Millionen Privatflammen. Neu gebaut und mehrfach erweitert wurde die Gasanstalt III an der Müllerstraße (Sellerstraße) am Nordhafen sowie Nr. IV an der Danziger/Greifswalder Straße. Das Gaswerk V an der Forckenbeckstraße im Ortsteil Schmargendorf folgte 1892 (Stilllegung: 1924) und das Großgaswerk (Nr. VI) in Tegel wurde 1905 eröffnet.
Die Städtischen Gaswerke hatten sich zum größten Gasversorger Europas entwickelt. Aufgrund der umfangreichen Verwaltungsarbeiten wurde am 26. Oktober 1910 in der Neuen Friedrichstraße 109 (heute: Littenstraße) ein zentrales Verwaltungsgebäude bezogen. Das von Ludwig Hoffmann geplante, denkmalgeschützte Gebäude im Neorenaissance-Stil blieb bis 2002 in Nutzung des GASAG-Konzerns.

### Erster Weltkrieg (1914–1918)
In den ersten beiden Jahren des Ersten Weltkriegs stieg die Gasabgabe von 304 auf fast 330 Millionen m³, weil die Bevölkerung aufgrund des Kohlenmangels auf Gas auswich. Darüber hinaus wurden kriegswichtige Betriebe neu mit Gas versorgt. Schwere Arbeiten, zum Beispiel Erdarbeiten oder Kohletransporte, wurden 1915/1916 durch Kriegsgefangene oder Auslandsarbeiter in großer Zahl durchgeführt. Kriegsbedingt wurde ab 1917 die Gasentnahme kontingentiert und im Jahr 1919 sogar Sperrstunden für die Entnahme eingeführt.
Infolge des Krieges mit England wurde im Juli 1916 die englische Gasgesellschaft ICGA liquidiert, wodurch eine grundlegende Umstrukturierung der Gaswirtschaft im Berliner Raum eingeleitet wurde. Die Stadt Berlin war an einer Vereinheitlichung interessiert, während die Regierungsstellen versuchten, die Bestrebungen Berlins zu einem kommunalpolitischen Zusammenschluss in Richtung eines künftigen Groß-Berlins zu unterbinden. Das Angebot des Liquidators einer Minderheitsbeteiligung Berlins wurde durch den Magistrat von Berlin als Affront abgelehnt. Im April 1918 erhielten deshalb die Landkreise Teltow und Niederbarnim den Zuschlag für die gesamte Liquidationsmasse.

### Umverteilung der Gaspotentiale (1919–1929)

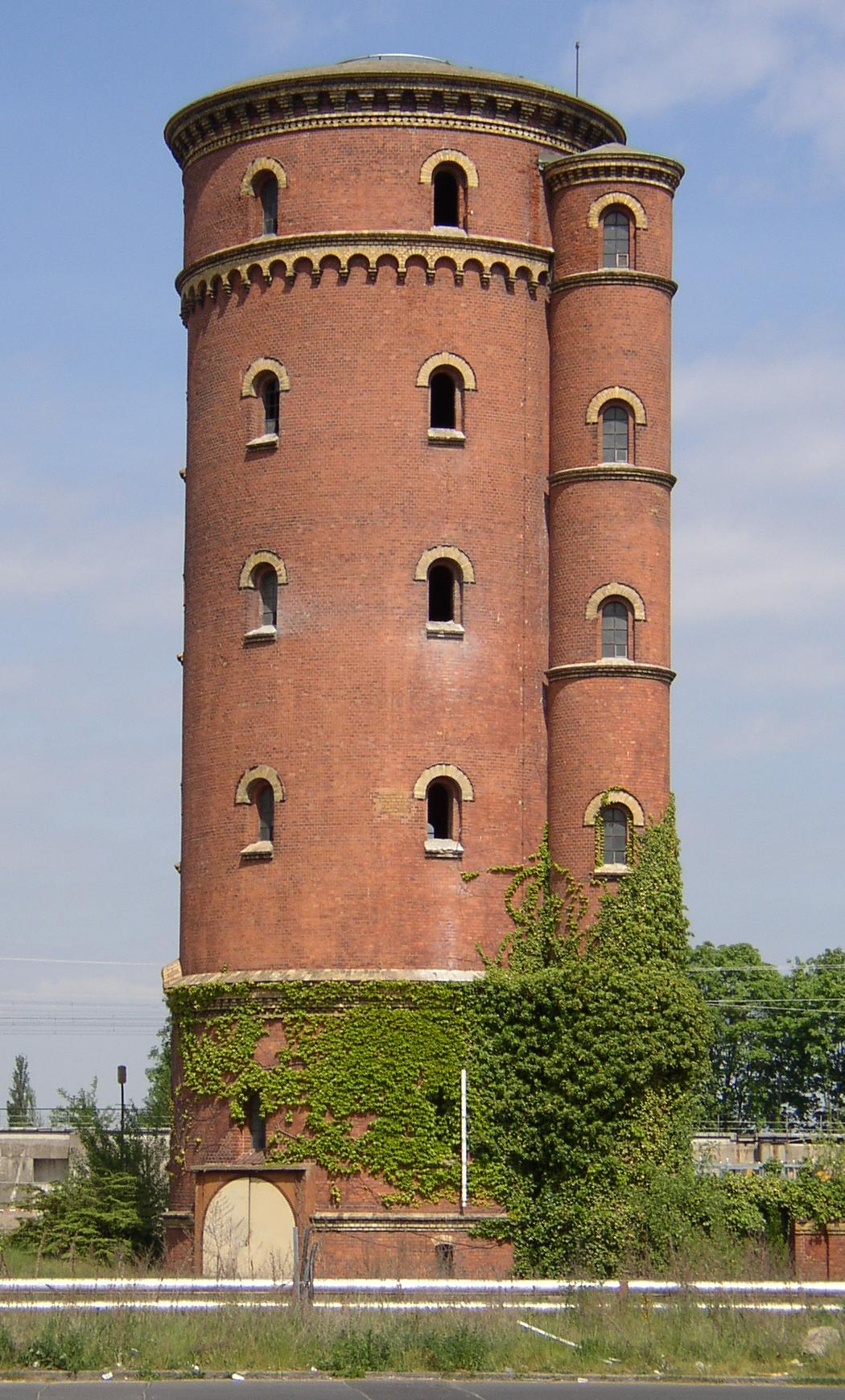
Reservoirturm des ehemaligen Gaswerks Charlottenburg II, Gaußstraße 11

Am 27. April 1920 verabschiedete die Preußische Landesversammlung das Gesetz über die Bildung einer neuen Stadtgemeinde Berlin (Groß-Berlin-Gesetz). Durch den Zusammenschluss von acht Städten, 59 Gemeinden und 27 Gutsbezirken entstand für die Städtischen Gaswerke eine völlig neue Situation. Sie besaß jetzt 16 Gaswerke und Anteile an den Gasgesellschaften der ehemaligen Randgebiete, der Deutschen Gasgesellschaft AG für den Kreis Teltow und der Gasgesellschaft Niederbarnim mbH. Nach Übergangsregelungen wurden durch Beschluss der Stadtverordnetenversammlung vom 26. Oktober 1923 drei gleichartige Aktiengesellschaften für die Städtischen Werke (Gas, Wasser, Elektrizität) gebildet, bei denen die Stadt 100 % der Aktien besaß. Die neue Firmenbezeichnung lautete Städtische Gaswerke AG. Als Abkürzung bürgerte sich der Begriff Gasag ein.
Die kleinen, sehr teuer produzierenden Gemeindegaswerke und die auf 11.375 Mitarbeiter gestiegene Beschäftigungszahl (bei einer Produktionsleistung von 2,172 Millionen m³ pro Tag und einer Rohrnetzlänge von 4148 km) zwangen die Gasag zur Rationalisierung. 1921 wurden die Gaswerke in Wittenau und Tegel geschlossen, 1922 die Gaswerke Gitschiner Straße, Lichtenberg I und Heiligensee, 1923 Friedrichshagen und Rahnsdorf, 1924 Schmargendorf und Hermsdorf sowie 1925 Köpenick. Zur Vereinheitlichung der Berliner Gasversorgung gingen die Gaswerke Oberschöneweide und Weißensee I und II sowie die von ihnen versorgten Gebiete am 1. April 1925 an die Gasag über. Dafür überließ Berlin die versorgten Gebiete im Kreis Niederbarnim dem Kreis kostenlos zur alleinigen Versorgung. Mit dem Anschluss von Falkensee und Staaken im Jahr 1927, Gatow/Kladow (1927/1928), Hennigsdorf (1928) und Wannsee (1929) war die Ausgestaltung des Fernversorgungsnetzes aus heutiger Sicht im Wesentlichen abgeschlossen.

### Gas im Berlin der 1930er Jahre (1929–1939)
Die Weltwirtschaftskrise von 1929 erfasste auch Berlin. Die wirtschaftlichen Verhältnisse waren so schlecht, dass im Jahr 1931 versucht wurde, die Gasag zu verkaufen. Die Gasabnahme von Haushalten und Industrie ging von Jahr zu Jahr zurück und erreichte 1934 mit 390.000 m³ Tageserzeugung ihren Tiefpunkt.
Die Gaubehörde der NSDAP empfahl der Stadt 1934, im Laufe der nächsten zehn Jahre mit Investitionen von rund 50 Millionen Mark alle Gaswerke auf modernen Kokereibetrieb umzurüsten. Als erste Maßnahme wurde 1935/1936 das Gaswerk Lichtenberg zur Gaskokerei ausgebaut. Die von den Nationalsozialisten herausgegebene Direktive zur stärkeren Nutzung heimischer Rohstoffe führte 1935 zur Inbetriebnahme einer Gastankstelle für Busse der Berliner Verkehrsbetriebe und zum Bau von Anlagen zur Benzolherstellung in den Werken Lichtenberg, Neukölln und Charlottenburg.
Im Januar 1937 erfolgte die Umwandlung der Städtischen Gaswerke AG in einen Eigenbetrieb der Stadt unter der Bezeichnung Berliner Städtische Gaswerke (Gasag). Infolge der verbesserten Finanzlage war die Stadt Berlin 1939 in der Lage, dem Kreis Teltow alle Aktien der Deutschen Gesellschaft abzukaufen. Damit vergrößerte sich das städtische Gasversorgungsnetz um 2231 km auf insgesamt 6971 km Länge. Als äußeres Zeichen der nunmehr einheitlichen Besitzverhältnisse im Berliner Raum wurde der Name des Eigenbetriebes auf Berliner Gaswerke geändert.

### Krieg und Nachkriegszeit (1939–1949)

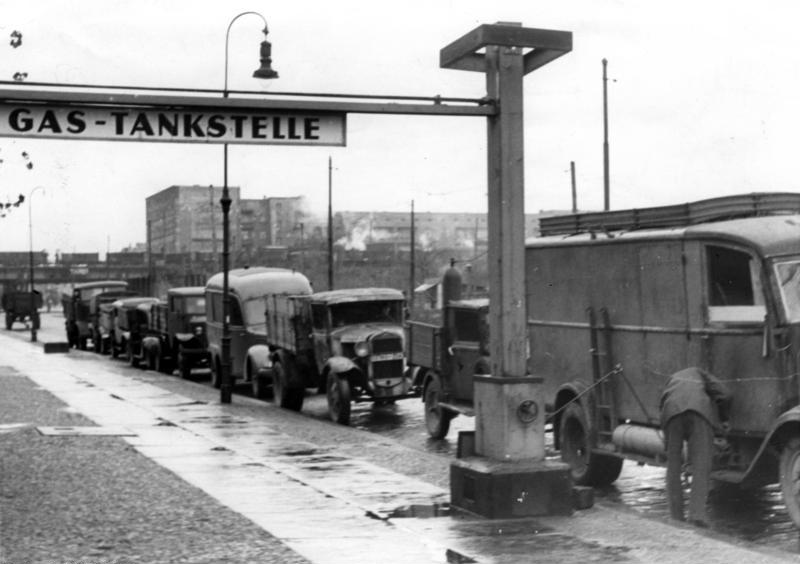
Gas-Tankstelle am Gaswerk Dimitroffstraße, 1948

Nach Beginn des Zweiten Weltkriegs stieg der Gasbedarf durch die Anforderungen der Rüstungsindustrie bis zum Jahr 1942 auf die Rekordabgabe von 871 Millionen m³ pro Jahr.
Die Gasag betrieb ab 1939/1940 mindestens zwei Kriegsgefangenenlager in der Lankwitzer Straße 48 und im Blockdammweg 62–68 mit Kriegsgefangenen aus Frankreich und Polen, die für das Unternehmen arbeiten mussten. Rheinmetall-Borsig hatte auf dem Gelände der GASAG in der Bernauer Straße 96 ein großes Lager mit Namen Wohnheim West errichtet. Auch andere GASAG-Standorte wurden für die Errichtung von Zwangsarbeitslagern zur Verfügung gestellt. Im Jahr 2000 zahlte GASAG zusammen mit anderen ehemals öffentlichen Versorgungsunternehmen in Berlin vier Millionen Mark in die Stiftung „Erinnerung, Verantwortung und Zukunft“ der deutschen Wirtschaft ein.
Trotz der alliierten Luftangriffe und der kriegsbedingten Schäden blieb die städtische Gasversorgung bis zum Beginn der unmittelbaren Kampfhandlungen im April 1945 voll in Funktion. Nach der Schlacht um Berlin und dem Kriegsende waren von den 38 großen Gasbehältern einer unbeschädigt und nur ein Prozent des 7000 Kilometer langen Rohrnetzes betriebsfähig.

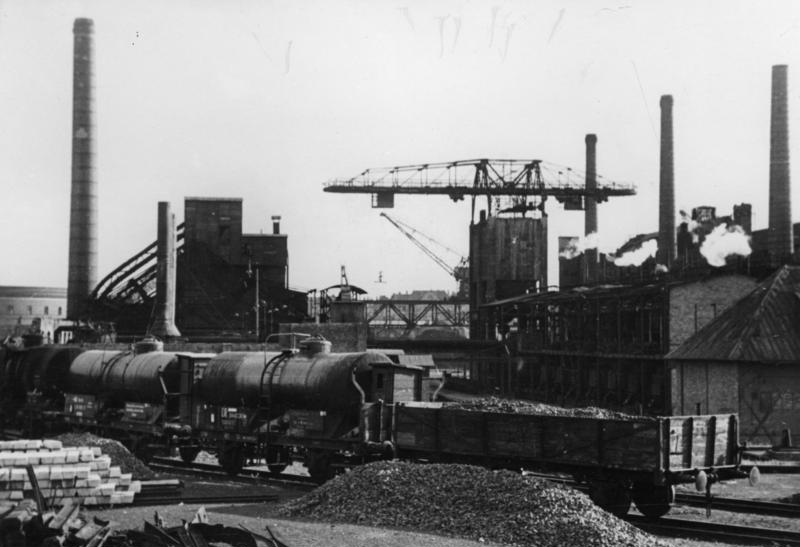
Kohleanlieferung Gaswerk Greifswalder Straße, 1948

Die kriegsbedingten Schäden am Rohrnetz konnten bis zum Jahresende 1945 provisorisch repariert werden. Die Alliierte Kommandantur ordnete die Einstellung der Gasproduktion in drei Gaswerken ab September 1945 an, jeweils ein Werk im Sowjetischen, Amerikanischen und Britischen Sektor. Trotzdem gelang es bis zum Jahresende 1945, in 15 der damals 20 Bezirke Berlins eine halbwegs funktionierende Gasversorgung sicherzustellen. Ende 1946 waren wieder 44 % der Vorkriegskapazitäten der Gasproduktion, 88 % des Rohrnetzes und 11.000 öffentliche Gaslaternen in Betrieb.
Als politische Antwort auf die Währungsreform der Westmächte veranlasste die Sowjetunion 1948 die Sperrung aller Land- und Wasserwege zwischen den Westzonen und Berlin. Die Berlin-Blockade führte zur Einrichtung der Berliner Luftbrücke ab dem 26. Juni 1948. Am selben Tag ordnete die amerikanische Militärregierung die Abtrennung der Gasversorgung West-Berlins an. Mit der Gründung der Berliner Gaswerke (Gasag) am 26. März 1949 im Westsektor erfolgte die organisatorische und rechtliche Trennung der Gasversorgungsbetriebe, die mehrere Jahrzehnte andauern sollte.

### Gasversorgung im Ostteil der Stadt (1949–1990)

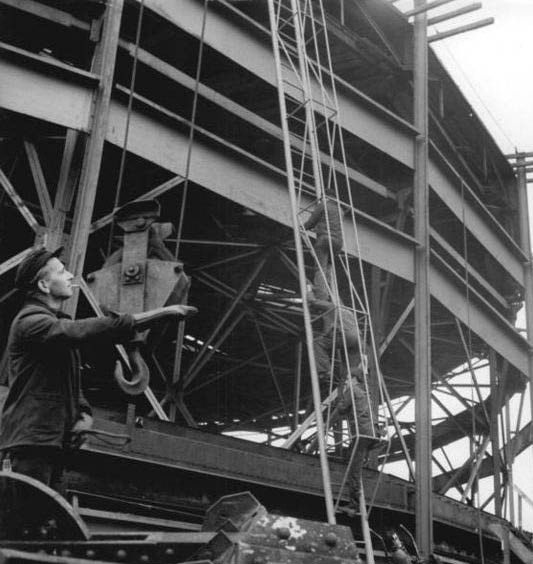
Bau Gasbehälter in Lichtenberg, 1960

Der Ost-Teil der Berliner Gaswerke wurde am 1. Januar 1956 in den Volkseigenen Betrieb (VEB) Gasversorgung Berlin umgewandelt. Die Zuständigkeit für den Betrieb wechselte vom Magistrat zum DDR-Ministerium für Kohle und Energie (und im April 1958 wieder zurück).
Bereits Mitte der 1950er Jahre fiel die Entscheidung, einen Scheibengasbehälter in Lichtenberg zu bauen und Ost-Berlin an das Stadtgas-Verbundnetz der DDR anzuschließen. Der Gasbehälter wurde im Oktober 1961 übergeben, die Ferngasleitung und die Übernahmestation erst Ende 1962. Die Eigenproduktion sank nach 1964 über die Jahre und betrug 1973/1974 noch 40 %, 1978 knapp 15 % des Gesamtbedarfs in Ost-Berlin.
Das Politbüro des ZK der SED fasste im Januar 1977 den Beschluss, die Gasversorgung der Hauptstadt bis 1985 auf Erdgas umzustellen. Die vollständige Umstellung wurde im Oktober 1990 erreicht. Die VEB Gasversorgung Berlin wurde mit Wirkung zum 1. Januar 1979 mit dem VEB Energieversorgung zum VEB Energiekombinat Berlin (Elektrizitäts-, Fernwärme- und Gasversorgung) vereinigt.

### Gasversorgung im Westteil der Stadt (1949–1990)

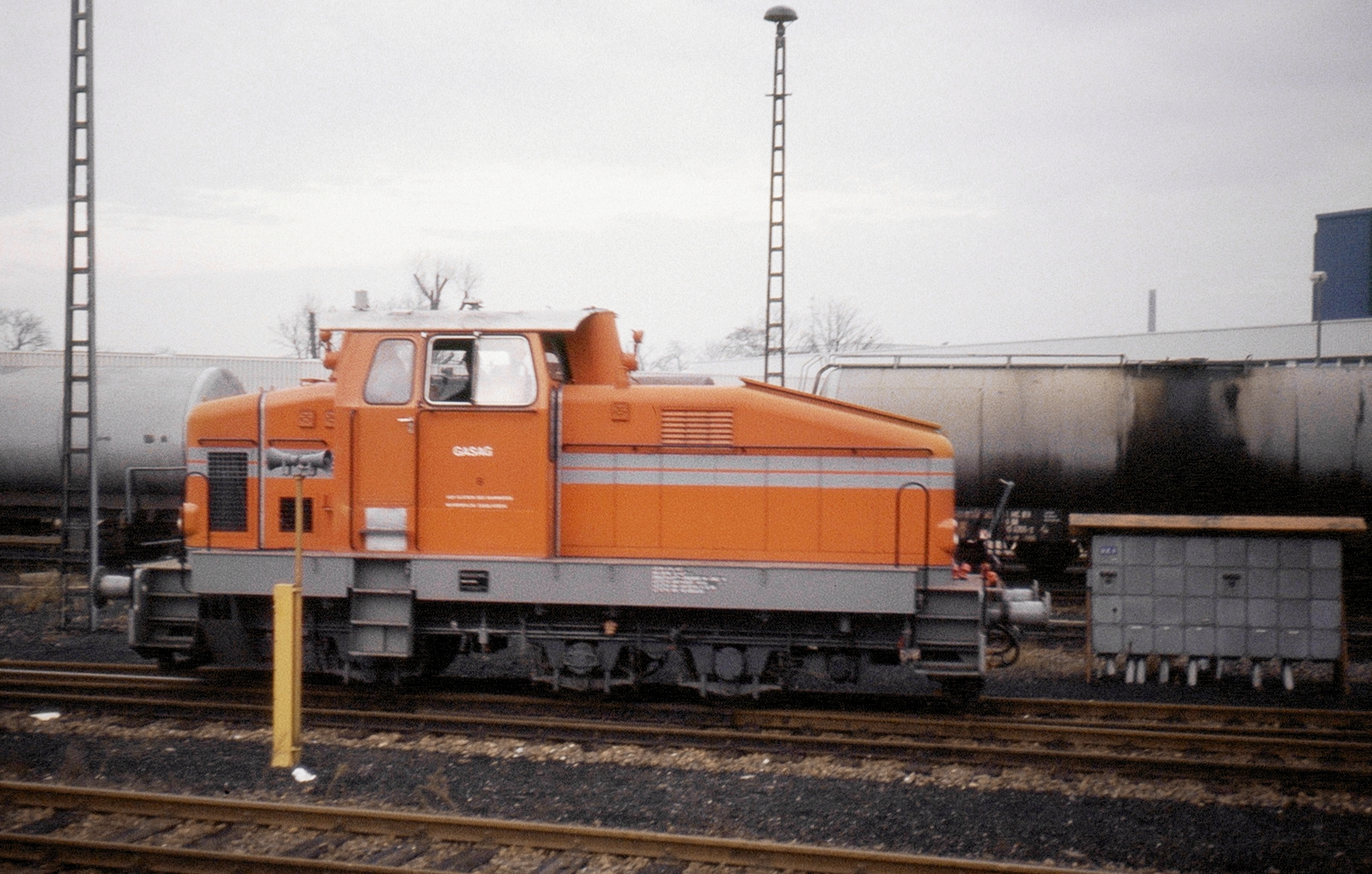
Lok 8 (Typ Henschel DHG 700 C) im Bahnhof Marienfelde, 1986

Der West-Teil der Berliner Gaswerke, seit 1964 Berliner Gaswerke (GASAG) geschrieben, wurde wie in der Vorkriegszeit als städtischer Eigenbetrieb geführt. Die Gasag war somit als Sondervermögen aus der allgemeinen Verwaltung der Stadt herausgelöst und wirtschaftete eigenständig.
Die Anfangsjahre bis 1952 waren von Aufbauarbeiten bestimmt. Durch den Verbleib der einstigen Hauptverwaltung im Ost-Teil der Stadt existierten keinerlei Arbeitsunterlagen und Rohrnetzpläne. Die Insellage West-Berlins zwang die GASAG zur Forcierung der Eigenerzeugung von Gas. Das Gaswerk Mariendorf wurde ab 1952 mit Hilfe von Mitteln des European Recovery Programs (Marshallplan) in vier Ausbaustufen modernisiert.
Die Modernisierungsmaßnahmen wurden 1959 im Gaswerk Charlottenburg fortgesetzt. Hierbei stand die Schaffung von Speicherraum zur Sicherstellung der Versorgung in den abnahmestarken Wintermonaten im Vordergrund. Im Jahr 1965 ging in Charlottenburg die erste Leichtbenzinspaltanlage zur Gaserzeugung in Betrieb. Der Ausbau der Werke Mariendorf und Charlottenburg machte es möglich, 1953 das stark kriegsbeschädigte Gaswerk Tegel und 1966 Neukölln außer Betrieb zu nehmen.
Neben der Eigenproduktion von Gas aus Kohle und Mineralölprodukten wurde seit den 1960er Jahren zusätzlich der Bezug von Erdgas erörtert. Dagegen sprach die damit zusammenhängende größere Abhängigkeit, die im Krisenfall die Versorgung West-Berlins gefährdet hätte. Durch die Entspannung in der Ostpolitik konnte 1983 ein Vertrag zwischen der Ruhrgas AG und der sowjetischen Außenhandelsgesellschaft V/O Sojuzgasexport unterzeichnet werden, der West-Berlin in sowjetische Erdgaslieferungen einbezog. Infolgedessen wurde eine Ferngasleitung über die Tschechoslowakei eingerichtet und am 1. Oktober 1985 das erste sowjetische Erdgas in das West-Berliner Netz eingespeist. Die westliche Stadthälfte folgte damit dem Ostteil der Stadt, der bereits seit 1979 mit Erdgas versorgt wurde.

### Wiedervereinigung und Privatisierung (1991–1998)

Logos der fusionierten Unternehmen GASAG und BEAG

Das VEB Energiekombinat wurde nach dem Mauerfall von der Treuhandanstalt am 1. Mai 1990 in die Energieversorgung Berlin AG (Strom- und Wärmeversorgung) und die BEAG Berliner Erdgas AG umgewandelt. Um die betriebliche Vereinigung von GASAG und BEAG voranzutreiben, kaufte das Land Berlin, vertreten durch die GASAG, am 7. November 1991 von der Treuhandanstalt 51 % der Anteile der BEAG. Die GASAG erhielt auf der Grundlage des Kommunalvermögensgesetzes zugleich die restlichen 49 % Anteile. Damit bestanden zwar weiterhin zwei Gasversorgungsbetriebe in Berlin, aber die gleiche personelle Besetzung der Unternehmensleitungen sorgte für eine einheitliche Geschäftspolitik.
Nach schwierigen Verhandlungen mit den Betriebsräten und Gewerkschaften wurde am 25. Juni 1992 der städtische Eigenbetrieb GASAG in die GASAG Berliner Gaswerke Aktiengesellschaft umgewandelt. 1992 wurde den Führungskräften und Belegschaftsvertretern beider Häuser das Konzept GASAG 2000 präsentiert. Dieses ging von einer Fusion und dem Aufbau einer „kundenorientierten, flexiblen und ergebnisorientierten Organisationsstruktur“ mit sechs eigenständigen Niederlassungen als dezentrale Einheiten aus. Am 11. Juni 1993 verschmolz die BEAG durch Aufnahme mit der GASAG.
Wegen der drastischen Minimierung der jahrzehntelang gewährten Zuschüsse des Bundes für das Land Berlin, hatte sich der Berliner Senat im Sommer 1993 zum Verkauf von GASAG-Aktien entschlossen. Die Privatisierung der GASAG erfolgte in zwei Phasen: In der ersten Phase wurden Aktienanteile von jeweils 11,95 % an die Ruhrgas AG und die RWE Energie AG (April 1994), die Bewag (Juni 1994) sowie 12,95 % an die VEBA Energiebeteiligungs-GmbH verkauft (Juni 1995). Das Land Berlin konnte mit 51,2 % verbleibendem Eigenanteil weiterhin als Mehrheitsaktionär agieren. Die chronische Finanznot des Landes Berlin führte in der zweiten Phase zur vollständigen Privatisierung der GASAG. Nach einem intensiven Bieterwettbewerb erhielten am 6. Februar 1998 die Gaz de France 38,16 % und die Bewag 13,04 % der GASAG-Anteile. Damit endete die Geschichte der städtischen Gasversorgung im 151. Jahr nach ihrem Beginn.
Im Frühjahr 1991 begann die Umstellung des Westteils Berlins auf Erdgas, die im Jahr 1996 vorfristig beendet wurde. Ab Februar 1993 wurden die Stadtgas-Erzeugungsanlagen schrittweise stillgelegt und im Mai 1995 beziehungsweise Mai 1996 die Gaswerke Charlottenburg und Mariendorf außer Betrieb genommen.
Die GASAG hatte nach der Verschmelzung von Alt-GASAG und BEAG eine Reihe von strukturellen Problemen: Die eigene Gasproduktion war zunehmend zu teuer, und die Kosten wurden aus politischen Gründen nicht an die Verbraucherinnen und Verbraucher weitergegeben. Infolgedessen wurde die alte GASAG jahrzehntelang als kommunaler Betrieb geführt und erheblich subventioniert. Zudem entstanden dem Eigenbetrieb wegen des Speicherbaus in den 1980er Jahren Finanzverbindlichkeiten, die auf die GASAG übertragen wurden. Hinzu kam der teilweise sehr schlechte technische Zustand des Gasnetzes im Ostteil der Stadt. In der Folge wies das Unternehmen auf Grund der Altlasten und der damit verbundenen hohen Aufwendungen für die Sanierung des Niederdrucknetzes, die beschleunigte Erdgasumstellung im westlichen Versorgungsgebiet und die Bildung von Rückstellungen für den Rückbau von Stadtgaserzeugungsanlagen bis 1999 jährlich hohe Jahresfehlbeträge aus. Die Darlehenslast war so hoch, dass für die weitere Entwicklung des Unternehmens wenig Spielraum blieb. Um den stetig wachsenden Schuldenberg teilweise abtragen zu können, setzte die GASAG den Erdgasspeicher in einem Sale-Lease-Back-Geschäft ein. Dabei floss dem Unternehmen Liquidität zu, ohne auf den Speicher verzichten zu müssen. Trotzdem belastete weiterhin der hohe Fremdkapitalanteil zur Finanzierung der Investitionen den Zinsaufwand.

### Umgestaltung des Unternehmens (1999–2006)
Vor dem Hintergrund einer extrem angespannten wirtschaftlichen Situation und einer drohenden Insolvenz kam es 1999 zu einem tiefgreifenden Sanierungsprogramm, das nicht nur bis zum Jahr 2003 die Anzahl der Beschäftigten von 2450 halbieren sollte, sondern auch zu einer kompletten Neugliederung der Unternehmensstruktur führte. Im April 1999 schlossen Vorstand und Betriebsrat eine Vereinbarung zum Interessenausgleich und zum Sozialplan ab, in der betriebsbedingte Kündigungen nicht generell ausgeschlossen wurden. Die zusätzlich ausgelobte Sonderprämie für das freiwillige, schnellentschlossene Ausscheiden („Goldener Handschlag“) wurde von rund 450 Mitarbeitern angenommen.

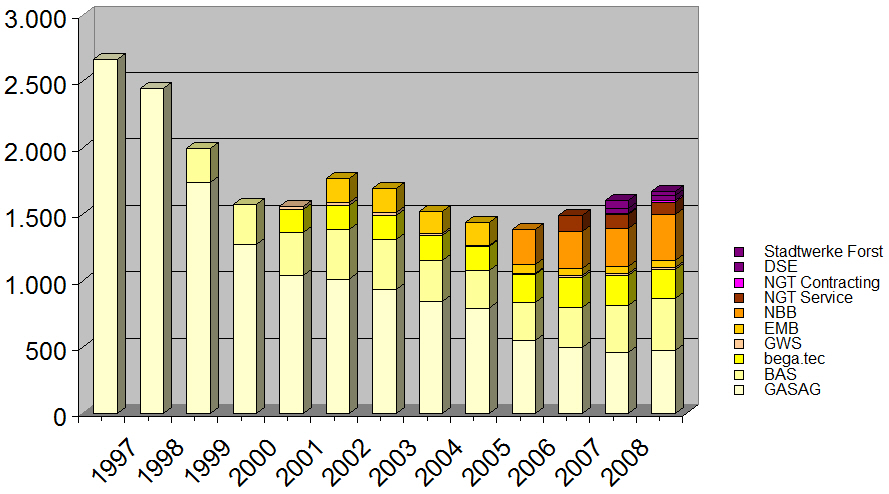
Entwicklung Mitarbeiterzahl im GASAG-Konzern 1997–2009

In den Jahren 1999 bis 2001 gründete die GASAG vier Tochtergesellschaften aus, um ihre Wettbewerbsfähigkeit zu erhöhen und am Drittmarkt neue Leistungen anzubieten. Den Anfang bildet am 1. September 1999 die Tochtergesellschaft BAS Berliner Abrechnungs- und Servicegesellschaft (heute: BAS Kundenservice) für Kundenservice- und Abrechnungsdienstleistungen. Die unternehmenseigene Informationsverarbeitung wurde 2000 in die mit dem Berliner Stromversorger Bewag (später: Vattenfall Europe) neugegründete Tochter BerlinDat Gesellschaft für Informationsverarbeitung und Systemtechnik (heute: Vattenfall Europe Information Services) ausgelagert. Im Frühjahr 2001 gliederte die GASAG ihr Wärmegeschäft in die GASAG WärmeService (später: GASAG Contracting) aus, um zukünftig neben Erdgas mehr aus Erdgas gewonnene Wärme abzusetzen. Der vierte ausgelagerte Unternehmensbereich war 2001 die BEGA.tec Berliner Gasanlagen und Messtechnik für technische Dienstleistungen.
GASAG konnte erstmals im Jahr 2000 einen Jahresüberschuss ausweisen und 2001 Dividenden an die Anteilseigner ausschütten. Aus dem ehemaligen Eigenbetrieb des Landes und Gaserzeuger hatte sich ein zunehmend agiler Erdgasendverteiler entwickelt, der über seine Tochtergesellschaften Dienstleistungen anbot und in neue Geschäftsfelder investierte. In den Jahren 2003 und 2004 war die Unternehmensentwicklung weiter stabil. Der Gasabsatz und der Anteil am Wärmemarkt wurde sukzessive gesteigert. Das Jahresergebnis 2005 und teilweise auch 2004 wurde durch den Erdgasspeicherunfall erheblich belastet.
Mit der Übertragung eines 80 %-Anteils an den Regionalversorger Mark Brandenburg GmbH (EMB) in Potsdam 2001 von der Gaz de France betätigte sich die GASAG zum ersten Mal außerhalb von Berlin. Die EMB beliefert neben Haushalts, Gewerbe- und Industriekunden auch Stadtwerke und Regionalversorger mit Gas und Strom.
Im Januar 2006 gründeten GASAG und EMB die Konzerntochter NBB Netzgesellschaft Berlin-Brandenburg. Die NBB ist als unabhängiger Netzbetreiber für das Leitungsnetz der GASAG, EMB und HSW zuständig und bietet Dienstleistungen bundesweit an.

### Neuausrichtung der GASAG (2007–2017)
Im Heimatmarkt Berlin hatte GASAG seit Oktober 2006 bis 2008 mehr als 100.000 Kunden an Wettbewerber verloren. Der Marktanteil bei Heizgas lag bei rund 78 %. 2008 setzte die GASAG deshalb das Strategieprogramm GASAG 2015 auf. Das Unternehmen wollte sich damit strategisch auf Wachstum im Wettbewerb ausrichten und ein führender Partner für Energiedienstleistungen und Energieeffizienz werden.
Im selben Jahr wurde die zum 1. Oktober 2007 erworbene Gesellschaft NGT Neue Gebäudetechnik in die NGT Contracting und die NGT Service getrennt. Mit der 2001 von GASAG ausgegründeten BEGA.tec (Berliner Gasanlagen) gehörten zwei Unternehmen zur GASAG-Gruppe, die Dienstleistungen zur Installation, Wartung und Instandhaltung für Energieversorgungsunternehmen erbringen. Zur Konzentration der Kapazitäten im Konzern und zur Erschließung von Synergien in der Geschäftstätigkeit wurde die NGT Service im Juli 2011 auf die BEGA.tec verschmolzen. Des Weiteren hatte GASAG zum 1. April 2012 ihre Geschäftsaktivitäten im Bereich Erdgasspeicherung auf die neu gegründete Tochter BES Berliner Erdgasspeicher GmbH und Co. KG übertragen. Mit diesem Schritt erfüllte die GASAG die Anforderungen des Energiewirtschaftsgesetzes zur Entflechtung des Betriebs von Speicheranlagen von den übrigen Aktivitäten des Energieversorgungsunternehmens und bündelte den Bau, den Betrieb und die Vermarktung von Speicherkapazitäten in der neuen Gesellschaft. Zum 1. April 2013 wurden die beiden im Contracting-Geschäft tätigen Töchter GASAG WärmeService und NGT Contracting unter dem neuen Firmennamen GASAG Contracting zusammengeführt, aus der 2017 die GASAG Solution Plus hervorging.
Im Jahr 2010 wurden die ursprünglich sieben Ziele der Strategie überprüft und in vier strategische Themenfelder zusammengefasst. Unter anderem sollten zur Kompensation der Verluste bis 2013 25 % des Gasabsatzes (etwa fünf Milliarden kWh) außerhalb des Heimatktmarktes und 25 % des Umsatzes außerhalb des bisherigen Kerngeschäftes Erdgasvertrieb realisiert werden. Diese Ziele wurden nicht erreicht. Im Zuge des intensiver gewordenen Gas-zu-Gas-Wettbewerbes hatte GASAG zudem in der Zeit von der Liberalisierung des Energiemarktes 2006 bis 2012 rund ein Fünftel des Heizgasmarktes an Wettbewerber verloren. Deshalb wurde im Rahmen des Strategieprojektes Zukunft GASAG 2023, die bisherige Strategie angepasst. So bietet GASAG seit Dezember 2013 in Berlin auch Strom an, in Konkurrenz zum Aktionär Vattenfall.
In einem weiteren Schritt der Konzernentwicklung hatte die GASAG die Konzernbereiche Technische Dienstleistungen und Messstellenbetrieb neu aufgestellt. Um die Marktchancen des technischen Dienstleisters BEGA.tec im Wettbewerb zu verbessern, hatte die GASAG zum 1. Januar 2014 insgesamt 81 % ihrer Unternehmensanteile an die Dahmen Rohrleitungsbau GmbH & Co. KG verkauft. Der Geschäftsbereich NGT Service wurde im Zuge des Verkaufs abgewickelt. Die Standorte Essen und Erfurt mit 26 Mitarbeitern wurden zum 31. Mai 2014 geschlossen.
Zum 1. Januar 2017 hatte die GASAG 56,67 % der Geschäftsanteile an der Provedo GmbH mit Sitz in Leipzig erworben. Provedo entwickelte und produzierte zu dem Zeitpunkt Hard- und Software für Gebäudeautomation. Ziel der Beteiligung war der Ausbau kundenorientierter Energiedienstleistungen im Smart-Home-Markt. Im selben Jahr wurde die GASAG Solution Plus GmbH gegründet, um umfassende Infrastruktur- und Energiedienstleistungen der GASAG-Gruppe zu bündeln. Bei einer europaweiten Ausschreibung hat die GASAG den Zuschlag erhalten ab 2018 für vier Jahre lang die Freie und Hansestadt Hamburg mit Erdgas und Bio-Erdgas zu beliefern. Versorgungsverträge dieser Größenordnung hat der Energiedienstleister bis dahin mit den Städten Berlin, Bremen und Bremerhaven abgeschlossen. Zudem investierte GASAG ab 2017 rund 32 Millionen Euro in Photovoltaik-Anlagen mit einer Leistung von insgesamt fast 40 Megawatt (MW). Bereits zuvor realisierte die SpreeGas Gesellschaft für Gasversorgung und Energiedienstleistung mbH – ein Unternehmen der GASAG-Gruppe – eine Freiflächenanlage mit zehn Megawatt Leistung im südlichen Brandenburg. Bereits 2011 hatte die GASAG die größte PV-Freiflächenanlage in Berlin auf dem alten Gaswerksgelände in Mariendorf errichtet. Zuletzt hatte die GASAG im Sommer 2016 Windkraftanlagen mit einer Leistung von 7,5 MW in Wahlsdorf im Landkreis Teltow-Fläming übernommen.

### Konzessionsverfahren Berlin (2014–2021)
Das Land Berlin hatte den Konzessionsvertrag für das Gasversorgungsnetz in Berlin zum 31. Dezember 2013 beendet, wobei der bestehende Vertrag bis zur Neuvergabe von der GASAG-Gruppe fortgesetzt wurde. Unter Federführung der Senatsverwaltung für Finanzen lief ab Dezember 2012 ein dreistufiges Vergabeverfahren. Nach den Intentionen des damaligen Finanzsenators Ulrich Nußbaum sollte die Konzession für zehn Jahre an Berlin Energie vergeben werden. Im März 2014 hatten zwei verbleibende Anbieter ihre finalen Angebote abgegeben: Zum einen die GASAG mit ihrer Tochtergesellschaft NBB Netzgesellschaft Berlin-Brandenburg, zum anderen der Landesbetrieb Berlin Energie. Berlin Energie war ein rechtlich unselbstständiger, abgesonderter Teil der Berliner Senatsverwaltung für Stadtentwicklung und Umwelt. Im weiteren Verlauf teilte die beim Finanzsenator angesiedelte Vergabestelle 2014 die Konzession der landeseigenen Berlin Energie zu. Für die GASAG-Gruppe war die Neuvergabe von erheblicher strategischer und wirtschaftlicher Bedeutung. Sie hatte eine Klage beim Landgericht Berlin und eine Beschwerde beim Bundeskartellamt gegen die geplante Neuvergabe eingelegt. Im Dezember 2014 hatte das Landgericht Berlin dem Land Berlin mit Urteil vom 9. Dezember 2014 den Abschluss eines Gaskonzessionsvertrags auf der Grundlage des bisher durchgeführten Verfahrens untersagt. Am 9. März 2021 wurde das Land Berlin vom Bundesgerichtshof dazu verurteilt das Angebot, das die NBB 2014 im Rahmen der Neuausschreibung der Gasnetzkonzession abgegeben hatte, anzunehmen. Das mit der Anschlussrevision angegriffene, von den Vorinstanzen auf den Hilfsantrag ausgesprochene Verbot der Vergabe an den Landesbetrieb war damit gegenstandslos.
Parallel gab es Bestrebungen vom Land Berlin, 51 % an der Unternehmensanteile der Gasag zu übernehmen und einen industriellen Partner an Bord zu holen. 2016 hatte sich das Land Berlin dafür bereits mit dem E.ON-Konzern verständigt und damit gegen Vattenfall und die französische Engie entschieden. Der Düsseldorfer Konzern war mit knapp 37 % größter Anteilseigner der Gasag. Die kooperierenden Unternehmen waren Vattenfall und Engie, die jeweils rund 31,6 % hielten. Den beiden kleineren Aktionären wurde mit der neuen Kooperationsvereinbarung nahegelegt, ihre Anteile zu verkaufen, dies hatten sie aber abgelehnt.

### Restrukturierung und Maßnahmen zur Klimaneutralität seit 2018
2018 profitierte der Konzern in allen Geschäftsbereichen von der wirtschaftlich positiven Entwicklung seiner Stammregion Berlin-Brandenburg. Zugleich wurde als wichtigste Aufgabe der nächsten Jahre festgehalten, die Energieversorgung klimaverträglicher zu machen. In diesem Sinne stellte der Konzern im selben Jahr das neue Strategiekonzept 2025 vor. Dazu gehörte eine Umstrukturierung der Unternehmensgruppe in die neuen Geschäftseinheiten Netze, Privat- und Gewerbekunden, Großkunden/Energiedienstleistungen sowie erneuerbare Energien genauso wie ein Abbau von Arbeitsplätzen: Ziel waren 1500 Mitarbeiter, 2018 waren rund 1800 Mitarbeiter bei der Gasag-Gruppe beschäftigt. Der inhaltliche Fokus sollte künftig auf drei Kerngeschäftsfelder gelegt werden: Kundengewinnung im Strom- und Gasvertrieb, insbesondere im Kernmarkt Berlin und Brandenburg; im Netzbereich wachsen, unter anderem durch den Ersatz alter Ölheizungen durch hocheffiziente Gasheizungen; und Energiedienstleistungen ausbauen, die das Unternehmen in der GASAG Solution Plus gebündelt hat. Bereits im selben Jahr investierte die GASAG-Tochter NBB Netzgesellschaft Berlin-Brandenburg rund 90 Millionen Euro; unter anderem in eine neue Erdgasübernahmestation sowie Zuleitungen, Mess- und Regelstationen für zwei Berliner Heizkraftwerke. Die 2018 eingeleitete Restrukturierung belastete das Ergebnis der Gruppe vorerst. So hatte das Unternehmen in der Bilanz 2018 rund 23 Millionen Euro für bevorstehende Personalabfindungen und den Umbau von IT-Prozessen zurückgestellt. Hinzu kamen Kosten im Zuge eines Vergleichs mit dem Land Berlin um die Höhe der Konzessionsabgaben. Im gleichen Zuge konnte sie aber in den Folgejahren ihr Geschäft ausbauen.
Zusätzlich plant die GASAG-Gruppe bis 2030 alle Gas- und Stromtarife mit Laufzeit zu 50 % CO2-neutral anzubieten. Energiedienstleistungen für Neubauquartiere sollen so konzipiert werden, dass diese zu mindestens zwei Drittel CO2-neutral sind. Bis 2040 sollen dann alle Tarife und Leistungen ausschließlich klimaneutral angeboten werden, so etwa beim Berliner Projekt Gartenfeld in Spandau.
Vor dem Hintergrund der COVID-19-Pandemie wurde in der GASAG-Gruppe bereits im Geschäftsjahr 2020 ein ad-hoc-Reporting installiert, das wesentliche Corona-Effekte im Vergleich zur Prognose darstellt. Im Geschäftsjahr 2021 ergaben sich nur geringfügige wirtschaftliche Auswirkungen; diese betrafen Mengenminderungen und Projektverzögerungen im Bauablauf von Contracting-Projekten. Im Frühjahr 2021 zog die Gasag vom Hackeschen Markt auf den EUREF-Campus nach Schöneberg, wo auch die Netztochter ein neues Gebäude bezogen hat.
2022 wurde der Konzessionsvertrag des Landes Berlin mit der Gasag-Tochter NBB bis Ende 2027 verlängert. Damit verzichtete das Land Berlin auf den vorzeitigen Ausstieg.

## Wirtschaftliche Entwicklung (seit 2010)
| Jahr                              | 2010 | 2011 | 2012 | 2013 | 2014 | 2015 | 2016 | 2017 | 2018 | 2019 | 2020 | 2021 |
| --------------------------------- | ---- | ---- | ---- | ---- | ---- | ---- | ---- | ---- | ---- | ---- | ---- | ---- |
| Umsatzerlöse in Mio. €            | 945  | 921  | 1053 | 1044 | 899  | 883  | 874  | 825  | 923  | 962  | 849  | 960  |
| Gasabsatz in GWh                  | 21,8 | 19,2 | 21,8 | 22,8 | 20,8 | 20,8 | 21,9 | 20,4 | 23,2 | 22,5 | 23,7 | 21,2 |
| Jahresüberschuss in Mio. €        | 58   | 36   | 33   | 48   | 39   | 45   | −35  | 13   | 29   | 84   | 54   | 71   |
| Bilanzsumme in Mio. €             | 1782 | 1732 | 1589 | 1568 | 1536 | 1430 | 1351 | 1280 | 1289 | 1410 | 1089 | 1217 |
| Eigenkapital in Mio. €            | 514  | 550  | 551  | 568  | 549  | 563  | 492  | 497  | 513  | 569  | 572  | 609  |
| Eigenkapitalquote in %            | 29   | 32   | 35   | 36   | 36   | 39   | 36   | 39   | 40   | 40   | 53   | 50   |
| Cashflow lfd. Tätigkeit in Mio. € | −27  | 147  | 96   | 110  | 169  | 88   | 130  | 130  | 88   | 61   | 43   | −51  |

Quelle: Bundesanzeiger
| Jahr                              | 2010  | 2011  | 2012  | 2013  | 2014  | 2015  | 2016  | 2017  | 2018  | 2019 | 2020 | 2021  | 2022  |
| --------------------------------- | ----- | ----- | ----- | ----- | ----- | ----- | ----- | ----- | ----- | ---- | ---- | ----- | ----- |
| Umsatzerlöse in Mio. €            | 1162  | 1165  | 1346  | 1300  | 1099  | 1055  | 1167  | 1105  | 1197  | 1252 | 1223 | 1356  | 1621  |
| Gasabsatz in GWh                  | 24,97 | 22,96 | 26,19 | 25,16 | 20,37 | 18,68 | 19,20 | 18,40 | 25,47 | 25,2 | 25,3 | 21,38 | 16,34 |
| Jahresüberschuss in Mio. €        | 77    | 57    | −46   | 61    | 32    | 44    | 57    | 35    | 38    | 32   | 39   | 92    | 75    |
| Bilanzsumme in Mio. €             | 2411  | 2481  | 2230  | 2303  | 2205  | 2092  | 2074  | 2010  | 2012  | 2112 | 2146 | 2691  | 2702  |
| Eigenkapital in Mio. €            | 789   | 828   | 733   | 777   | 704   | 695   | 757   | 792   | 841   | 674  | 682  | 977   | 799   |
| Eigenkapitalquote in %            | 33    | 33    | 33    | 34    | 32    | 33    | 36    | 39    | 42    | 32   | 32   | 36    | 30    |
| Cashflow lfd. Tätigkeit in Mio. € | 34    | 212   | 80    | 160   | 194   | 101   | 157   | 160   | 152   | 77   | 163  | 166   | 328   |

## Konzernstruktur
Die GASAG AG, Berlin ist die Muttergesellschaft der GASAG-Gruppe mit folgenden Gruppengesellschaften (Stand: 9. Februar 2024):
- BAS Kundenservice GmbH & Co. KG
- BES Berliner Erdgasspeicher GmbH
- EMB Energie Brandenburg GmbH
- GASAG AG
- GASAG Solution Plus GmbH
- infreSt – infrastruktur eStrasse GmbH
- KKI Kompetenzzentrum Kritische Infrastrukturen GmbH
- NBB Netzgesellschaft Berlin-Brandenburg mbH & Co. KG
- Stadtwerke Forst GmbH

Quelle: Gasag AG

### Tochtergesellschaften
Durch die Gründung von Tochtergesellschaften sowie durch den Erwerb von Beteiligungen reagierte die GASAG auf den zunehmenden Wettbewerb im Energiemarkt. Zu den Konzerntöchtern gehören:
| Logo | Gesellschaft                                                                                       | Produkte                                                                                                | Kapital- anteil |
| ---- | -------------------------------------------------------------------------------------------------- | --- | --------------- |
|      | BAS Kundenservice GmbH & Co. KG, Berlin                                                            | Kundenservice- und Abrechnungsdienstleistungen                                                          | 100 %           |
|      | Berliner Erdgasspeicher GmbH & Co. KG                                                              | Errichtung und Betrieb von Erdgasspeichern; Vermarktung von Speicherdienstleistungen                    | 100 %           |
|      | EMB Beteiligungsgesellschaft mbH, Michendorf                                                       | | 100 %           |
|      | EMB Energie Brandenburg GmbH, Michendorf                                                           | Vertrieb und Handel mit Energie                                                                         | 99,99206 %      |
|      | GASAG Solution Plus, Berlin (seit 1. April 2017 Zusammenschluss aus umetriq und GASAG Contracting) | Planung, Errichtung und Betrieb von Energie- und Wärmeversorgungsanlagen sowie Messstellenbetrieb       | 100 %           |
|      | infrest – Infrastruktur eStrasse GmbH, Berlin                                                      | Leitungsauskunftsportal zum Versenden von Leitungsanfragen, Baustellenatlas zur Baustellenkoordinierung | 67,36 %         |
|      | KKI – Kompetenzzentrum Kritische Infrastrukturen GmbH, Berlin                                      | | 74,9 %          |
|      | GASAG Beteiligungs-GmbH, Berlin                                                                    | | 100 %           |
|      | NBB Netzgesellschaft Berlin-Brandenburg GmbH & Co. KG, Berlin                                      | Betrieb Netze, Dienstleistungen                                                                         | 100 %           |
|      | Netzgesellschaft Forst (Lausitz) mbH & Co. KG, Forst (Lausitz)                                     | | 100 %           |
|      | Solar Project 19 GmbH & Co. KG, Cottbus                                                            | | 100 %           |
|      | Stadtwerke Forst GmbH, Forst (Lausitz)                                                             | Versorgung mit Strom, Gas, Wasser und Fernwärme                                                         | 74,9 %          |
|      | Windpark Dahme-Wahlsdorf GmbH & Co.KG, Zossen                                                      | | 100 %           |

### Anteilseigner
| Anteil   | Anteilseigner           |
| -------- | ----------------------- |
| 36,85 %  | E.ON Beteiligungen GmbH |
| 31,575 % | Engie Beteiligungs GmbH |
| 31,575 % | Vattenfall GmbH         |

Die Anteilseigner der seit 1998 vollständig privatisierten GASAG sind die zum E.ON-Konzern gehörende E.ON Beteiligungen GmbH (früherer: E.ON Energy Sales GmbH), die Beteiligungsgesellschaft des international tätigen Energieversorgungskonzerns Engie sowie die deutsche Tochtergesellschaft Vattenfall GmbH des schwedischen Staatskonzerns Vattenfall.

### Unternehmensführung
Der Vorstand der GASAG besteht aus drei Mitgliedern. Der Vorstandsvorsitzende Georg Friedrichs hat seit April 2021 den Vorstandsvorsitz der GASAG inne (zuvor: Vattenfall). Ihm unterstehen die Geschäftsbereiche Kommunikation, Personal, Recht & Datenschutz, Unternehmensentwicklung, die interne Revision und der Vorstandsstab. Darüber hinaus untersteht ihm die Geschäftseinheit Netz. Der zweite Geschäftsbereich ist zuständig für die Bereiche Energiebeschaffung, Informationsmanagement und Marketing. Darüber hinaus unterstehen ihm die Vertriebe und das Geschäftsfeld Erneuerbare Energien. Diese Vorstandsposition wird seit September 2016 von Matthias Trunk (vorher: Stadtwerke Neumünster [SWN]) besetzt. Der dritte Vorstandsbereich umfasst die Aufgaben Governance, Compliance, Risk, Einkauf, Immobilienmanagement, Performance Mgt. und Reporting, Steuern, Finanzen und Business Services. Den Vorstandsposten übernahm am 1. August 2022 Stefan Hadré (zuvor: Vattenfall).
Der Aufsichtsrat besteht neben dem Vorsitzenden Manfred Schmitz (Engie) aus 20 weiteren Mitgliedern:
- als Vertreter der Anteilseigner: fünf Vertreter für Engie, fünf Vertreter für Vattenfall und drei Vertreter der E.ON.
- als Vertreter der Arbeitnehmer: 1. stellvertretender Vorsitzender Thorsten Neumann, sechs Angestellte des Konzerns.

Zwischen zwei Aktionären der GASAG, der Vattenfall GmbH und der Engie Beteiligungs GmbH, besteht seit Juni 2015 ein Konsortialvertrag, der im Dezember 2015 sowie im Dezember 2020 von der EU-Kommission freigegeben wurde, und der seit dem 1. Januar 2021 umgesetzt wird. Vattenfall und Engie halten damit gemeinsam eine Mehrheitsbeteiligung an der GASAG.

## Engagement im Bereich Umwelt
Die GASAG unterstützt das Ziel des Senats, bis 2045 klimaneutral zu werden und plant Maßnahmen umzusetzen, um das Ziel vor dem Stichtag zu erreichen. Dazu soll das Versorgungssystem konsequent umgebaut werden. Darunter fällt auch, grünen Wasserstoff zur Verfügung zu stellen, um diesen in Wärme, Strom und Verkehr klimaneutral anwenden zu können.
Das Land Berlin und die GASAG haben seit 1998 vier Kooperationsverträge zum Engagement für eine effiziente und umweltschonende Energieversorgung geschlossen. In der Laufzeit der ersten drei Verträge (1998–2010) konnten die CO2-Emissionen insgesamt um 1,11 Millionen Tonnen reduziert werden. In dem im Mai 2006 geschlossenen 3. Kooperationsvertrag „Klimaschutz und Luftreinhaltung“ (2006–2010) hatte sich GASAG verpflichtet den jährlichen CO2-Ausstoß um 52.000 Tonnen zu reduzieren. Laut Abschlussbericht über die Umsetzung des Vertrages wurde das Einsparziel übertroffen. Im vierten Kooperationsvertrag (2011–2020) plante GASAG bis 2020 eine weitere Reduzierung der CO2-Emissionen um 900.000 Tonnen auf dann zwei Millionen Tonnen gegenüber dem Beginn des ersten Kooperationsvertrags im Jahr 1998. Laut Zwischenbericht von 2017 war GASAG im Soll, um das Einsparziel der CO2-Reduktion von zwei Millionen Tonnen bis 2020 zu erreichen.

### Dezentrale Energieversorgung
Die GASAG fördert den Ausbau dezentraler Blockheizkraftwerke, die sich in verschiedene Größenklassen unterscheiden lassen. Im oberen Leistungssegment werden Blockheizkraftwerke etwa für die Versorgung von Siedlungen und Großverbrauchern eingesetzt. Das Tochterunternehmen GASAG Solution Plus bietet der Wohnungswirtschaft sowie Industrie- und Gewerbebekunden dazu Contracting-Modelle an.
Im mittleren Segment fördert GASAG seit 2004 die Einführung von Mini-Blockheizkraftwerken (Mini-Kraft-Wärme-Kopplung). Dies sind Kraft-Wärme-Kopplung sanlagen (KWK-Anlagen) mit einer Anschlussleistung von 0 bis 50 kWel. Im Gegensatz zu thermischen Wärmekraftwerken, die nur auf Stromproduktion ausgelegt sind, wird bei KWK-Anlagen durch die gleichzeitige Abgabe von Strom und Wärme ein sehr viel höherer Nutzungsgrad erreicht. Durch KWK kann somit Brennstoff eingespart werden.
Im unteren Leistungssegment, den Mikro-KWK-Anlagen, liefern „stromerzeugende Heizungen“ in Ein- und Zweifamilienhäusern sowie im Kleingewerbe Strom und Wärme. Mit dem sogenannten „WhisperGen“ ging im Juli 2006 die erste für ein Einfamilienhaus entwickelte Mikro-KWK-Anlage Berlins in Betrieb. Mit Stand August 2009 waren rund 30 Anlagen im Feldtest. Nach dem Beginn der WhisperGen-Serienproduktion wollte GASAG ab Anfang 2010 über ihre Tochter DSE Direkt-Service Energie die Anlagen in hoher Stückzahl vertreiben. Nach Insolvenz des Mini-BHKW-Herstellers EHE im Dezember 2012 wurde der Verkauf der Whispergen-Stirlingmotoren aber vorläufig ausgesetzt.

### Regenerative Energien
Die GASAG-Gruppe errichtete drei Biogasanlagen in Brandenburg. Eine Anlage wurde in Rathenow gebaut und speist seit September 2009 pro Jahr etwa 44 Millionen kWh Biomethan in das Erdgasnetz und etwa 2315 MWh Elektroenergie aus einem Blockheizkraftwerk in das öffentliche Stromnetz ein. Seit November 2011 werden in einer weiteren Anlage in Schwedt/Oder jährlich rund 60 Millionen kWh Biomethan produziert. Eine dritte Anlage wurde im Sommer 2012 in Neudorf (Gemeinde Groß Pankow) in Betrieb genommen. 2020 verkaufte GASAG sämtliche Biogasanlagen und ist in diesem Geschäftsfeld nicht mehr tätig.
Die GASAG förderte ab 2007 im Rahmen der Solarthermie-Kampagne „Erdgas+Solar XXL“ die Installation großer Solarkollektoranlagen (über 20 m² Kollektorfläche) an gasversorgten Bestandsgebäuden oder Neubauten. Ab 2009 betrieb GASAG auf dem Gelände des ehemaligen Gaswerks Mariendorf eine eigene Photovoltaikanlage mit einer Leistung von 100 Kilowatt. Mit einem Investitionsvolumen von rund 4,3 Millionen Euro wurde diese 2011 zu Berlins größter Photovoltaikanlage ausgebaut. 7756 Solarmodule erzeugen eine Leistung von 1,8 Megawatt, mit der rund 2000 Haushalte versorgt werden können.
2010 und 2011 beauftragte GASAG zwei Pilotprojekte im Bereich der tiefen Geothermie. Im Frühjahr 2010 vereinbarte GASAG dazu eine Zusammenarbeit mit dem Internationalen Geothermiezentrum am Helmholtz-Zentrum Potsdam Deutsches GeoForschungsZentrum, um auf dem Gelände des Europäischen Energieforums (EUREF) Möglichkeiten der regenerativen Energieversorgung auf Basis von Erdwärme zu entwickeln. Im März 2011 wurden die Aufsuchungsarbeiten für Erdwärme mit der Durchführung einer seismischen Messkampagne auf dem Tempelhofer Feld fortgesetzt. Jedoch kann unter bestehenden Rahmenbedingungen nach Einschätzung der GASAG die tiefe Geothermie in Berlin nur schwer wirtschaftlich genutzt werden. Eine tiefengeothermische Erschließung ist deshalb vorerst nicht geplant. Die GASAG Solution Plus realisiert jedoch in Berlin Energiekonzepte auf Basis der oberflächennahe Geothermie bis zu 100 Metern Tiefe, beispielsweise beim Projekt „Antonia“ in Reinickendorf. Außerdem ist das Unternehmen außerhalb Berlins in der Realisierung von Geothermieprojekten tätig, beispielsweise bei der energetischen Konzeption des Offenbacher Stadtteils Kaiserlei.

### Innovative Technologien
Die GASAG-Gruppe förderte 2011 die Umrüstung und den Neukauf von Erdgasfahrzeugen in 197 Fällen. Im Fahrzeugbestand des GASAG-Konzerns befanden sich 2012 161 Erdgasfahrzeuge. Die Berliner Stadtreinigungsbetriebe (BSR) setzte im Jahr 2012 rund 100 gasbetriebene Müllwagen ein. Die Betankung erfolgte bisher mit von der GASAG bezogenem Erdgas. 2013 wurde eine neue Biogasanlage der BSR in Ruhleben in Betrieb genommen und das dort produzierte Biogas wird in das Netz der NBB eingespeist. An drei BSR-Betriebshöfen mit jeweils bis zu 50 Müllwagen sollen damit pro Jahr rund 2,5 Millionen Liter Diesel eingespart werden. 2018 veräußerte GASAG seine elf Erdgastankstellen.
Im GASAG-Projekt Gartenfeld sollen rund 3700 Wohnungen und 600 Gewerbeeinheiten auf 40 Baufeldern entstehen. Die Wärmeversorgung soll über eine innovative Kraft-Wärme-Koppelung in Kombination mit einer sogenannten Power-to-Heat-Anlage und mehreren Wärmepumpen sichergestellt werden. Zudem sollen Photovoltaik-Anlagen auf allen Dächern den benötigten Mieterstrom liefern. Regenwasser soll in einem großen Rückhaltebecken und auf Retentionsflächen gesammelt und zur Grünflächenbewässerung genutzt werden.
2022 ging GASAG eine Kooperation mit dem IT-Konzern NTT ein, um die Abwärme des NTT-Rechenzentrums im Marienpark effizienter zu nutzen. Das Projekt Abwärmenutzung hat zwei Phasen. In der ersten soll die Abwärme für den Marienpark selbst genutzt werden. In einer zweiten Phase, die momentan noch in der Entwicklung ist, will die GASAG versuchen, Straßenzüge in der Nähe mit Fernwärme zu versorgen.

## Berliner Einrichtungen mit Bezug zur GASAG

### Erdgasspeicher
Die GASAG verfügte in der Glockenturmstraße im Bezirk Charlottenburg-Wilmersdorf über einen Untergrundspeicher, der für rund 1,1 Milliarden m³ Erdgas zugelassen ist. Der Speicher wurde mit maximal 760 Millionen m³ befüllt. Dieses Volumen teilte sich in 1⁄3 Arbeitsgas und 2⁄3 Kissengas auf. Der Aquiferspeicher befand sich etwa 800 m tief unter einem Gebiet, das westlich des Berliner Olympiastadions beginnt und sich bis in den Grunewald und die anliegenden Gewässer erstreckt. 2017 wurde mit dem Stilllegungsprozess begonnen.
Der Speicher wurde auf Verlangen der westlichen Alliierten gebaut, bevor West-Berlin, das bis dato sein Gas auf dem Stadtgebiet selbst herstellte, russisches Erdgas über Ferngasleitungen beziehen durfte. Der Speicher war für den Verbrauch West-Berlins eines Jahres bemessen und wurde ab September 1993 genutzt. Der Speicher, zu dem Bohrungen aus vier unterschiedlichen Standorten niedergebracht waren, diente zur Abdeckung des saisonalen Bedarfs. Sein Volumen sicherte etwa ein Fünftel des jährlichen Gasverbrauchs im wiedervereinigten Berlin. Im Zusammenhang mit der bis 2015 geplanten Erweiterung des Speichers auf seine zulässige Gesamtkapazität von 1,085 Milliarden m³ wurden 2009 zwei weitere Tiefbohrungen errichtet. Als Nachfolgenutzung wurde u. a. untersucht, ob in dem Speicher die mikrobiologische Produktion von Methangas, das wie Erdgas ins Netz gespeist werden kann, möglich sei. Doch das vom Bundeswirtschaftsministerium geförderte Projekt kam schon in der Laborphase nicht voran. Fortgesetzt werden Untersuchungen, den stillgelegten Speicher als Quelle von Erdwärme zu nutzen.

### Gaslaternen-Freilichtmuseum

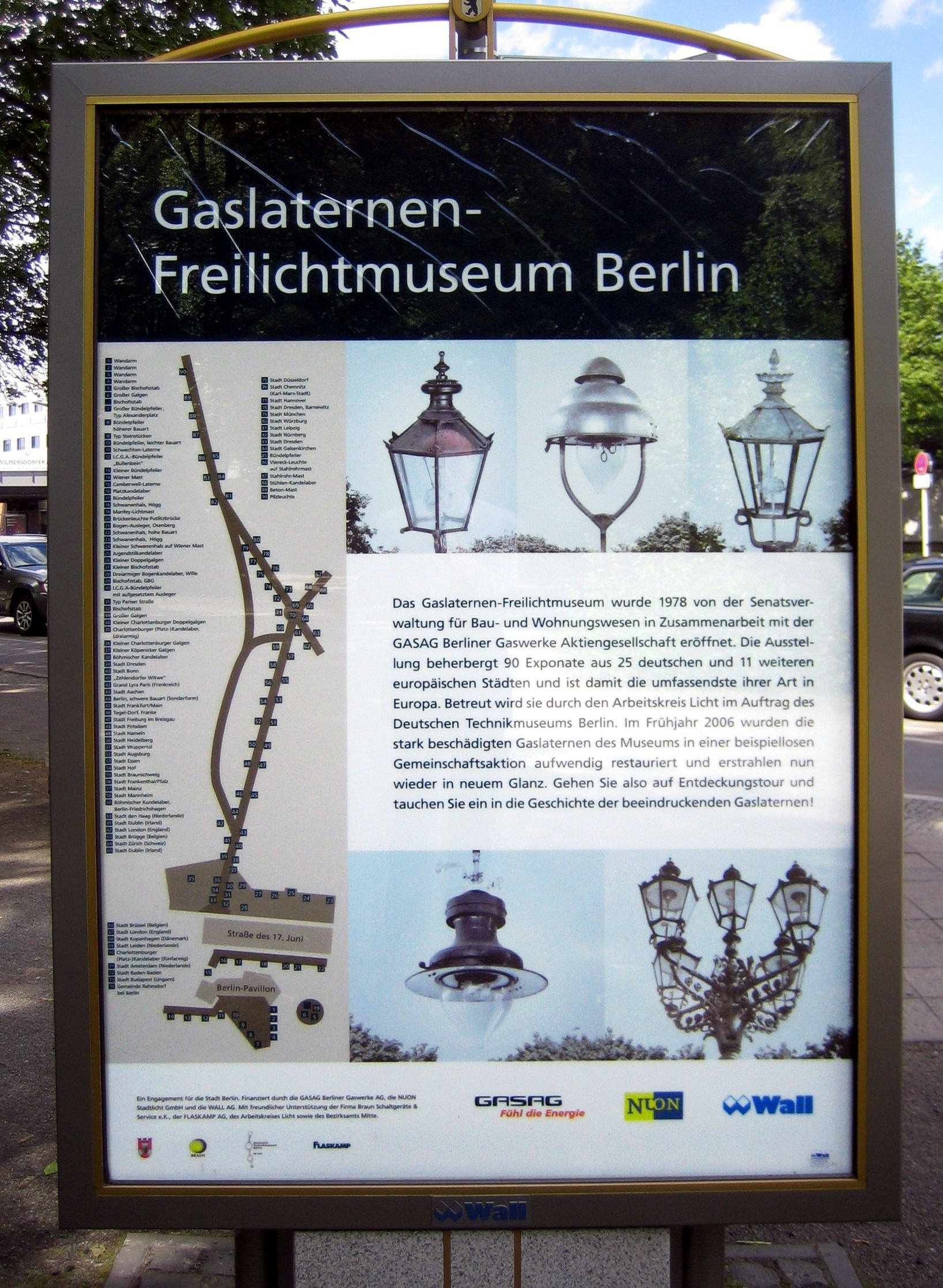
Informationstafel Freilichtmuseum

Im Jahr 1978 wurde von der Senatsverwaltung für Bauen, Wohnen und Verkehr in Zusammenarbeit mit der GASAG das Gaslaternen-Freilichtmuseum eröffnet. Die Ausstellung befindet sich in unmittelbarer Nähe des S-Bahnhofs Tiergarten und ist mit 90 historischen Exponate aus 25 deutschen und elf weiteren europäischen Städten die größte ihrer Art in Europa.

### Abbau der Berliner Gasbeleuchtung

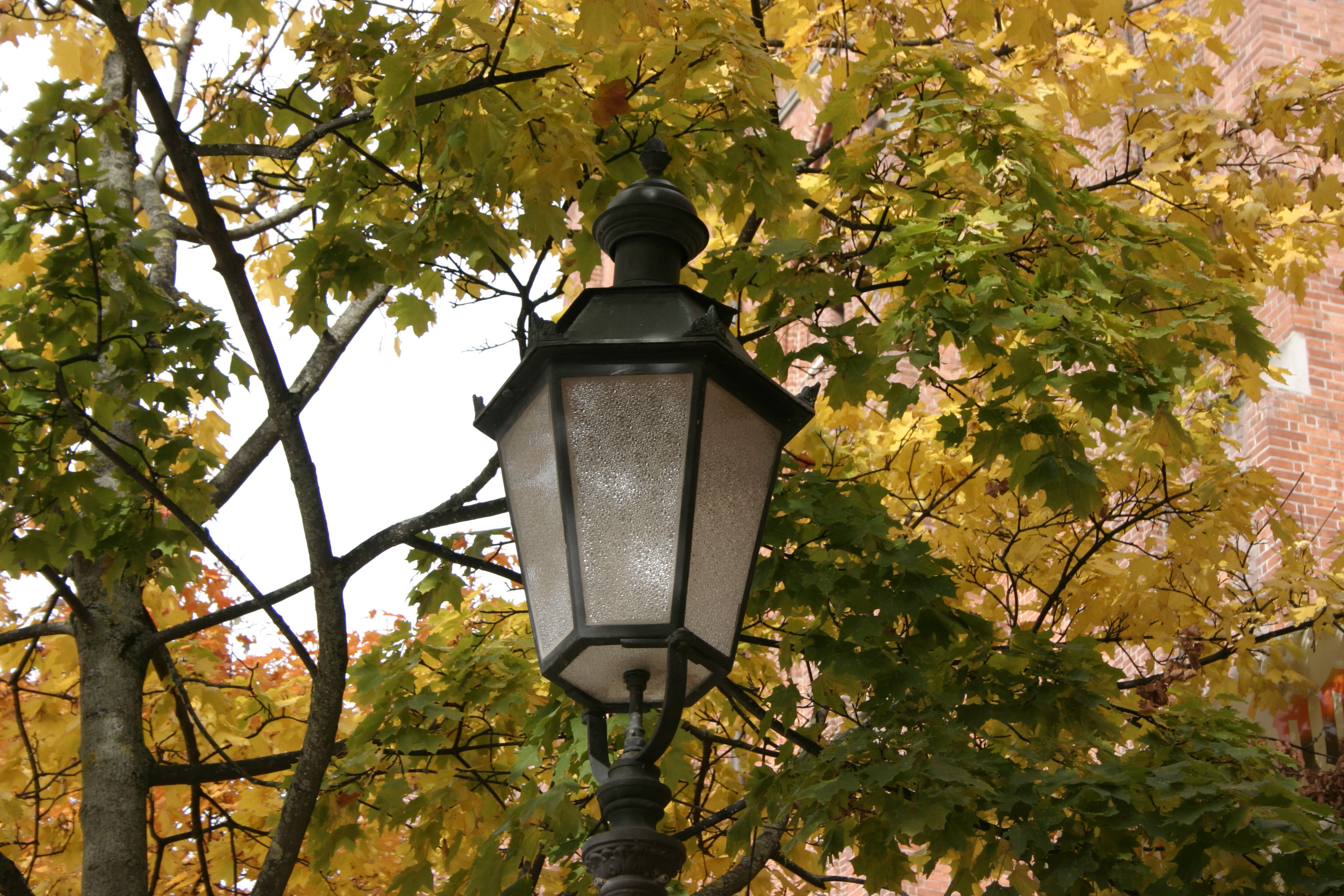
Beispiel einer Schinkelleuchte

Die vorher von der GASAG durchgeführten Dienstleistungen Betrieb, Wartung und Reparatur der Gasleuchten wurden im Januar 2001 privatisiert und auf die Firma AT.Lux übertragen. Die Senatsverwaltung für Stadtentwicklung plant, den Großteil der wesentlich im Westteil der Stadt stehenden etwa 44.000 Gaslaternen durch elektrische Leuchten zu ersetzen. Grund dafür sind geplante Einsparungen in Millionenhöhe bei Verbrauch und Wartung. Erhalten bleiben sollen die Schinkelleuchten, von denen rund 5.600 überwiegend in touristischen Bereichen stehen. In einem ersten Schritt sollen bis 2013 mit einem Aufwand von 25 Millionen Euro rund 8.400 Peitschenleuchten ausgetauscht werden. In einem zweiten Schritt ab 2014 ist der Abbau von weiteren 30.000 Gasleuchten geplant. Mit ProGaslicht e. V., Gaslicht-Kultur e. V. und Denk mal an Berlin e. V. setzen sich drei Vereine für den Erhalt der Gasleuchten ein.

### Das Shell-Haus

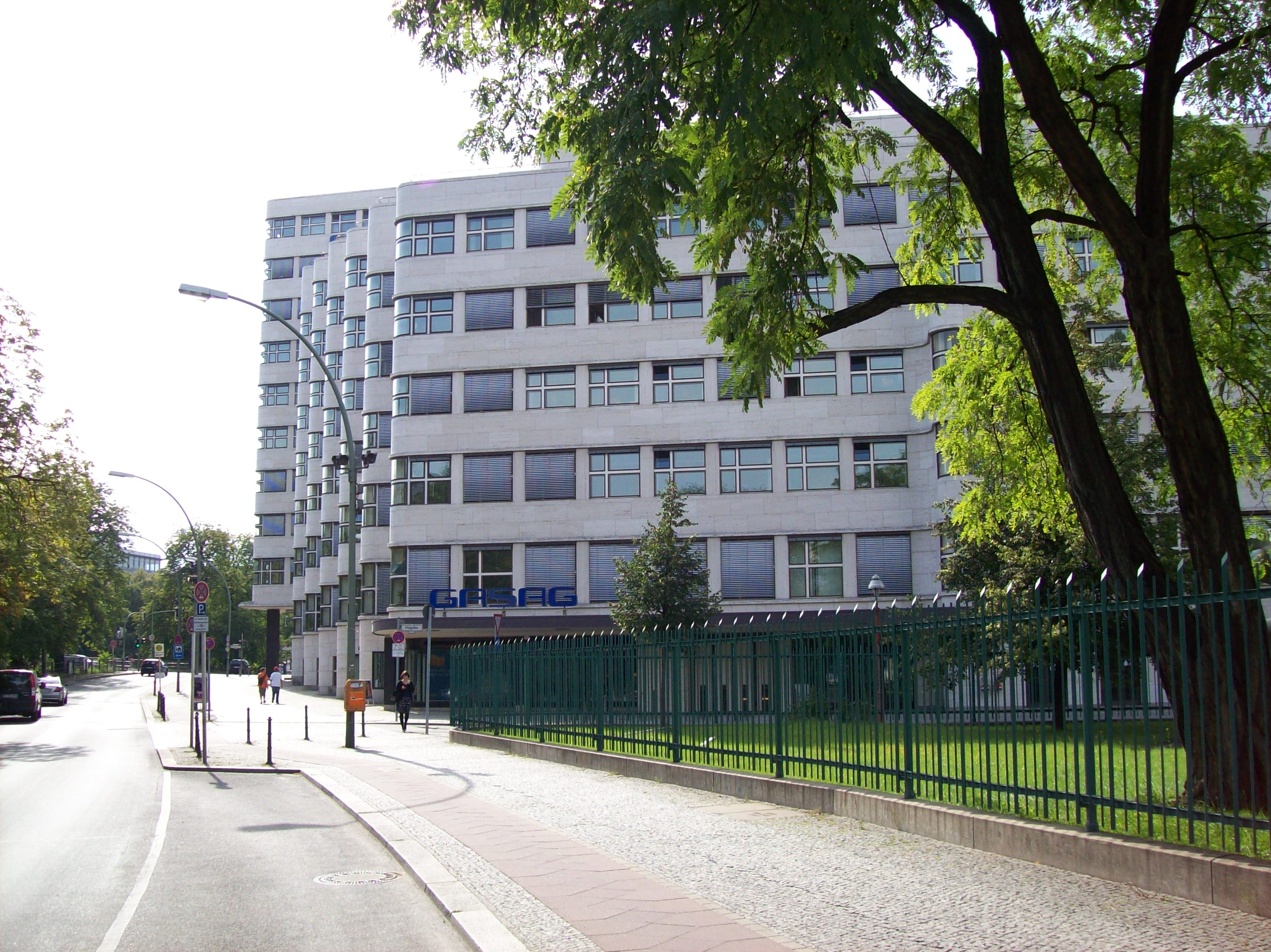
GASAG im Shell-Haus

Die vorher an sechs Standorten über Berlin verteilten Abteilungen der GASAG zogen im April 2000 in die neue Hauptverwaltung im Shell-Haus. Das Gebäude ist ein unter Denkmalschutz stehendes Bauwerk am Reichpietschufer. Es entstand von 1930 bis 1932 nach einem Entwurf des Architekten Emil Fahrenkamp. Der fünf- bis zehngeschossige Bau ist eines der ersten Stahlskelett-Hochhäuser Berlins und gilt als eines der bedeutendsten Bürohäuser der Weimarer Republik.
Mitte März 2011 verabschiedete sich das Unternehmen vom Shell-Haus und zog in ein neues Hauptgebäude im Hackeschen Quartier, ehe es im März 2021 zum Gasometer Schöneberg auf den EUREF-Campus gezogen ist.

### Gasometer Schöneberg

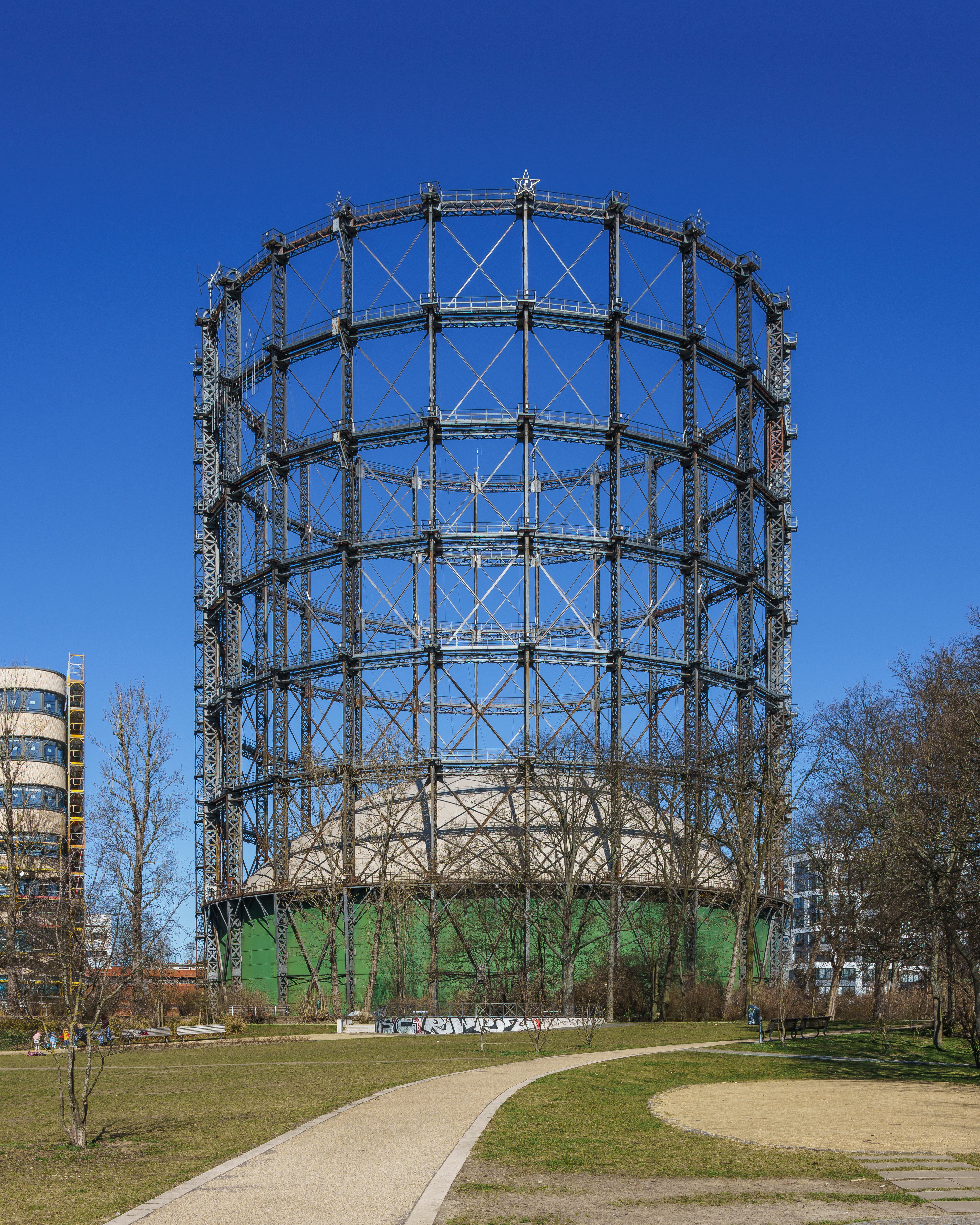
Gasometer

Der Gasometer Schöneberg ist die Bezeichnung für einen bis Januar 1995 genutzten, denkmalgeschützten Niedrigdruckgasbehälter im Ortsteil Schöneberg. Auf dem von GASAG 2007 verkauften Gelände steht das Europäische Energieforum (EUREF), eine interdisziplinäre Plattform rund um das Thema Energie. Zur Versorgung des EUREF-Campus wird eine Energiezentrale genutzt, die GASAG seit 2014 betreibt und über die der gesamte Campus gespeist wird. 2021 richtete der Konzern auf dem Gelände seine neue Firmenzentrale ein. Zudem beteiligt sich GASAG Solution Plus in der Energiewerkstatt auf dem EUREF-Campus an dem Forschungsprojekt Windnode. Im Rahmen des Projektes testet Gasag Solution Plus flexible Energiespeicherungsmöglichkeiten mithilfe zweier 22 m³ Wassertanks. Im Verbundprojekt kooperieren Energieversorger, Netzbetreiber, High-Tech-Unternehmen (wie Audi) sowie Universitäten und Forschungsinstitute aus den fünf ostdeutschen Bundesländern und Berlin (wie die Fraunhofer-Gesellschaft).

### Ewige Flamme
Die GASAG liefert das Gas für die seit 1955 brennende Ewige Flamme am Theodor-Heuss-Platz zur Erinnerung an Flucht und Vertreibung.

## Öffentliche Wahrnehmungen

### Positive Wahrnehmungen
Als traditionsreiches Unternehmen Berlins sieht sich die GASAG in einer gesellschaftlichen Verantwortung und fördert in zahlreichen Initiativen Kultur, Sport, Umwelt, Bildung und Wissenschaft in der Hauptstadt. Im Fokus des Engagements stehen vor allem Projekte, die sich der Nachwuchsförderung widmen.
So wurde der GASAG-Kunstpreis mit der Universität der Künste Berlin entwickelt und war von 1998 bis 2001 ein Preis zur Förderung von Meisterschülern. Nach einer fünfjährigen Zusammenarbeit mit der Universität wurde die Kooperation Ende 2001 beendet. Mit dem neuen Partner Kunstfabrik am Flutgraben e. V. wird der Kunstpreis seit 2002 jährlich als Nachwuchsförderpreis verliehen. Seit 2010 wird der GASAG-Kunstpreis in Kooperation mit der Berlinischen Galerie alle zwei Jahre verliehen.
Unter dem Titel „Kunst im Bau“ wurden im Shell-Haus von 2002 bis 2007 die Flure, Treppenhäuser und Verkehrsflächen auf insgesamt sechs Etagen künstlerisch gestaltet. Auf diese Weise entstand eine Sammlung mit aktuellen Werken zeitgenössischer Kunst. Da die GASAG die Sammlung am Standort im Hackeschen Quartier nicht zeigen konnte, übergab sie die Sammlung – bis auf die Wand- und Dacharbeiten – im Frühjahr 2010 als Dauerleihgabe an die Berlinische Galerie.
Im Jahr 2017 unterstützte die GASAG erstmals die Berlin Art Week. Darüber hinaus unterhielt das Unternehmen mit dem GASAG Kunstraum einen eigenen Ausstellungsraum am Hackeschen Quartier. In ihm wurden jährlich drei Ausstellungen zeitgenössischer Berliner Künstler gezeigt. Der Eintritt war frei.

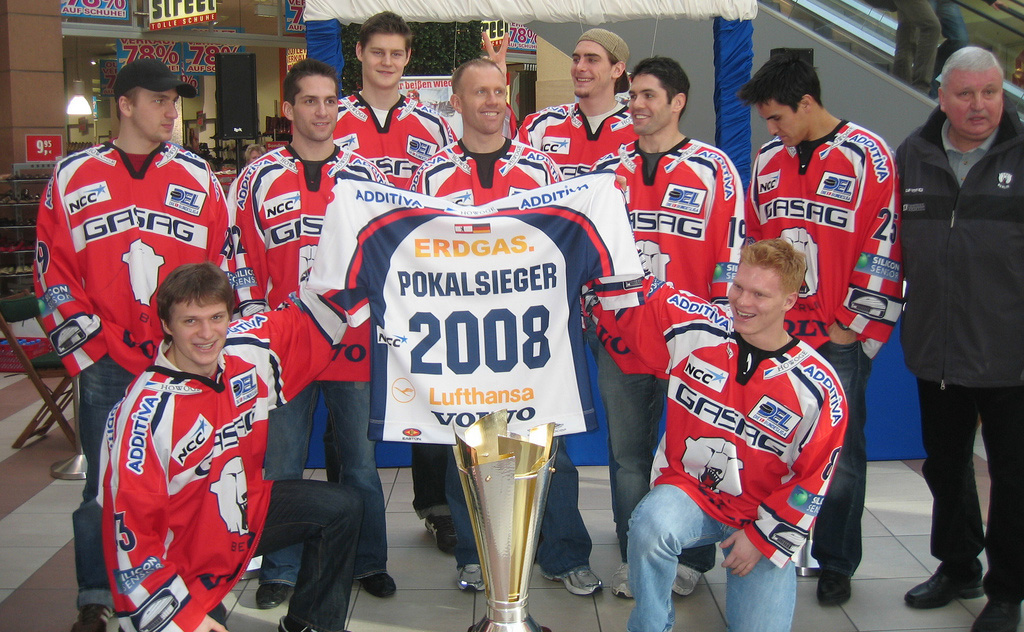
Präsentation des Deutschen Eishockeymeisters und -pokalsiegers 2008

Die Neuköllner Oper führt alle zwei Jahre den von der GASAG gestifteten Kompositionswettbewerb Berliner Opernpreis durch. Der Opernpreis würdigt junge Komponisten und Kollektive für überzeugende kompositorische und musiktheatralische Gestaltungen.
Gemeinsam mit dem Kinder- und Jugendtheater GRIPS vergibt GASAG alle zwei Jahre in einem Nachwuchs-Autorenwettbewerb für das zeitgenössische Kindertheater den Berliner Kindertheaterpreis. Für das 2003 initiierte Sozialsponsoringprojekt ACADEMY, eine Bühnenkunstschule für Berliner Jugendliche, erhielt die GASAG im Jahr 2007 den Deutschen Kulturförderpreis.
Die GASAG ist seit 1995 Hauptsponsor des Eishockey-Clubs Eisbären Berlin im Profi- und Juniorenbereich. Das Team spielt in der im September 2008 eröffneten Mercedes-Benz-Arena, bei der GASAG Energielieferant ist.
GASAG engagiert sich weiterhin für die Umweltbildung in der Hauptstadt. So initiierte das Unternehmen gemeinsam mit den Berliner Senatsverwaltungen für Bildung, Jugend und Familie sowie Umwelt, Verkehr und Klimaschutz den Schülerwettbewerb Berliner Klimaschule und fördert seit 2009 das Naturschutzzentrum Ökowerk Berlin am Teufelssee im Grunewald.

### Negative Wahrnehmungen

#### Gasunglücke
Bei Reinigungs- und Wartungsarbeiten kam es am 23. April 2004 auf dem Sondenplatz des GASAG-Erdgasspeichers zu einer Explosion mit Folgebrand. Drei Personen erlitten schwere Verletzungen. Nach einem von der Berliner Staatsanwaltschaft beauftragten Gutachten wurde die Explosion durch den Einsatz von Wasserstoffperoxid zur Reinigung an einem in 900 m Tiefe gelegenen verstopften Filter ausgelöst. Aus dem Wasserstoffperoxid hat sich im Bohrloch Sauerstoff abgespalten, der sich mit dem Erdgas zu einem zündfähigen Gemisch vereinigte. Rund zweieinhalb Jahre nach der Explosion hat die Staatsanwaltschaft die Ermittlungen gegen Geldauflagen abgeschlossen. Den Verantwortlichen sei zwar vorzuwerfen, dass sie die Gefahr einer Explosion falsch eingeschätzt hätten. Sie hätten sich aber ernsthaft bemüht, das Gefahrenpotenzial zutreffend zu bewerten und Unfälle zu vermeiden. Der Speicherbetrieb wurde wieder aufgenommen, weil die Explosionsursache auf einen technischen Fehler hinweist, nicht aber die Sicherheit des Speichers in Frage stellt.

#### Preispolitik
2006 geriet die GASAG aufgrund von zwei Preiserhöhungen im Jahr 2006 in die Kritik. Die Verbraucherzentrale Berlin strengte wegen unbilliger Preiserhöhungen eine Sammelklage beim Berliner Landgericht an. Das Landgericht hat im Juni 2006 entschieden, dass die GASAG-Preiserhöhung zum 1. Oktober 2005 unrechtmäßig und damit unwirksam war. Dieses Urteil wurde vom Kammergericht am 28. Oktober 2008 bestätigt. Die Revision der GASAG gegen das Urteil des Kammergerichts hat der Bundesgerichtshof (BGH) am 26. Oktober 2010 zurückgewiesen.
In einem anderen Fall entschied der BGH am 15. Juli 2009 über die Gültigkeit einer Preisanpassungsklausel, die die GASAG von Mai 2005 bis Ende 2006 in fast allen Verträgen mit ihren Heizgaskunden verwendet hat. In dieser Zeit erhöhte die GASAG zweimal die Gaspreise. Der BGH vermisste in der Formulierung die ausdrückliche Pflicht, den Preis gegebenenfalls auch nach unten zu korrigieren und erklärte die Klausel für unwirksam. Kunden, die nur unter Vorbehalt die erhöhten Preise gezahlt hätten, können nach Meinung der Berliner Verbraucherzentrale eine Erstattung der zu viel gezahlten Gaspreise verlangen. Die Verbraucherzentrale erwartet von der GASAG darüber hinaus, dass die Rückzahlung für alle Kunden gilt. Die GASAG entgegnete, dass Rückforderungsansprüche seitens der Kunden nicht bestehen. Der BHG habe keine Entscheidung getroffen, ob dem klagenden Einzelkunden Rückforderungsansprüche zustehen und ob sein Gaspreis angemessen war. Die Angemessenheit der Preiserhöhungen sei allerdings in einer Vielzahl von Gerichtsverfahren vor Berliner Gerichten bestätigt worden. Die GASAG habe Preiserhöhungen immer nur in dem Umfang vorgenommen, in dem die Vorlieferanten ihr gegenüber den Gaspreis erhöht hätten. Dies sei für jede Erhöhung von einem unabhängigen Wirtschaftsprüfer begutachtet worden. Hätte die GASAG eine vom BGH unbeanstandete Preisanpassungsklausel verwandt, hätten ihre Kunden zu keiner Zeit einen anderen Preis bezahlt. Eine Beschwerde der GASAG über das BGH-Urteil wegen Verletzung des Grundrechts auf freie Berufsausübung wies das Bundesverfassungsgericht im September 2010 zurück.
Das Bundeskartellamt hat ein im Jahr 2008 durchgeführtes Preismissbrauchsverfahren gegen die GASAG in Bezug auf das Jahr 2007 eingestellt, da ein Preismissbrauch für diesen Zeitraum nicht festgestellt wurde. Die Ermittlungen in Bezug auf das Jahr 2008 wurden aufgrund der Besonderheiten des Berliner Gasmarktes sowie der von der GASAG angebotenen wettbewerbsfördernden Maßnahmen und der Zusage, eine Preissenkung bereits auf den 1. Februar 2009 vorzuziehen, ebenfalls eingestellt.

#### Vorwurf der Bildung eines wettbewerbswidrigen Quotenkartells
Das Nachrichtenmagazin Der Spiegel hatte im April 2012 über die mögliche illegale Bildung eines Quotenkartells der GASAG-Miteigentümer und Gaslieferanten E.ON und GDF Suez berichtet. Zum Hintergrund: Am 29. September 1999 einigten sich E.ON, Vattenfall und GDF Suez als Aktionäre der GASAG in einem „Basic Agreement“ über eine langfristige „Aufteilung“ des Gasbedarfs der GASAG. In den Verträgen wurde der Gaspreis für die Dauer von 20 Jahren an den Ölpreis gekoppelt. Laut Vertrag sollte die GDF Suez rund 200 Millionen m³ Gas jährlich liefern. Den Rest teilten der Energieversorger VNG – Verbundnetz Gas und E.ON untereinander auf. Da GDF wegen fehlender Fernleitung kein Gas nach Berlin liefern konnte, lieferte E.ON das Gas an die GASAG. Im Gegenzug soll GDF zugesichert haben, E.ON Gaslieferungen nach Frankreich zu ermöglichen. Die Mengen sollen an der Grenze verrechnet worden sein. Das wäre ein Verstoß gegen das Kartellrecht. E.ON und GDF Suez bestreiten, wettbewerbswidrige Absprachen getroffen zu haben.
Aufgrund des seit 2009 zu verzeichnenden Angebotsüberhangs von Erdgas hat sich die Gaspreisentwicklung an den europäischen Gashandelsplätzen vom Ölpreis entkoppelt. An den Handelsmärkten ist Erdgas seitdem deutlich unterhalb der vom Bundesamt für Wirtschaft und Ausfuhrkontrolle amtlich notierten Importpreise erhältlich. Nach Angabe der GASAG leidet die eigene Wettbewerbsfähigkeit „unter den hohen, nicht marktgerechten ölpreisindizierten Gasbezugskosten, die in langfristigen Lieferverträgen festgeschrieben sind“. Durch den intensiven Wettbewerb auf dem Berliner Markt hätte die GASAG in erheblichem Maße Kunden verloren und das Handelsergebnis der GASAG sei seit 2009 gesunken.
Die GASAG hat ab 2009 mit den Vorlieferanten über die ölbasierten Preise verhandelt. Nachdem die Verhandlungen Anfang 2011 ergebnislos gescheitert waren, reichte die GASAG im April 2011 beim Landgericht Berlin eine Klage gegen GDF Suez ein. Sämtliche Verträge mit E.ON und GDF Suez seien nichtig, argumentieren die GASAG-Juristen, weil sie auf dem 1999 gegründeten, mutmaßlich wettbewerbswidrigen Quotenkartell basierten. Gegen E.ON Ruhrgas wurde eine Schiedsklage erhoben. Im Oktober 2011 wurde in parallel geführten Verhandlungen ein Vergleich zwischen GASAG und GDF Suez abgeschlossen, dem der Aufsichtsrat der GASAG zugestimmt hat. Gegen diesen Beschluss des Aufsichtsrats hat der bis 31. Dezember 2011 amtierende Vorsitzende des Aufsichtsrats, Karl Kauermann, eine Nichtigkeitsklage eingereicht. Aus Kauermanns Sicht handelte es sich bei dem Vergleich um ein einseitiges Entgegenkommen des Vorstandes zu Lasten der GASAG. Das Landgericht hat die Klage im Juli 2012 abgewiesen.
Mit E.ON Ruhrgas und VNG schloss die GASAG im Mai und Oktober 2012 einvernehmliche Vereinbarungen zur Beendigung der ölpreisgebundenen, langfristigen Gasbezugsverträge und neue Gaslieferverträge zu wettbewerblich bestimmten Konditionen ab.